# Système éducatif en Inde
 En Inde l'éducation est principalement gérée par le système éducatif public géré par l'État, qui relève du commandement du gouvernement à trois niveaux : fédéral, étatique et local. En vertu de divers articles de la Constitution indienne et de la loi de 2009 sur le droit des enfants à l'éducation gratuite et obligatoire, ce droit fondamental s'applique aux enfants âgés de six à quatorze ans. Le rapport des écoles publiques aux écoles privées en Inde est d'environ 7/5. Plusieurs initiatives publiques pour l'éducation en Inde ont lieu. Jusqu'en 1976, les politiques éducatives et leur mise en œuvre sont déterminées légalement par chaque État constitutionnel indien. Le quarante-deuxième amendement à la constitution en 1976 fait de l'éducation une « matière concurrente ». Ainsi, à partir de 1976, les gouvernements central et étatique se partagent la responsabilité formelle du financement et de l'administration de l'école. Dans ce grand pays, comptant vingt-huit États et huit territoires de l'Union, il existe plusieurs variations en matière de politique de l'éducation. Des cadres politiques nationaux sont créés pour guider les États dans leur création de programmes et de politiques au niveau étatique. Les gouvernements des États et les organismes gouvernementaux locaux gèrent la majorité des écoles primaires et primaires supérieures et le nombre d'écoles élémentaires administrées par le gouvernement augmente. Simultanément,  nombre et proportion gérés par des organismes privés augmentent. En 2005 et 2006, 83,13% des écoles offrant un enseignement élémentaire (grades 1 à 8) sont gérées par le gouvernement et 16,86% des écoles étaient sous gestion privée (à l'exclusion des enfants dans les écoles non reconnues, les écoles établies dans le cadre du programme de garantie de l'éducation et dans les centres d'apprentissage alternatifs). Parmi ces écoles privées, un tiers reçoit des "aides" publiques. Entre la première et la huitième année, le nombre d'inscriptions entre les écoles publiques et privées a un rapport de 73:27. Cependant, dans les zones rurales, ce ratio est plus élevé (rapport de 80:20). Dans les zones urbaines, il est plus bas (soit un rapport de 36:66).
Le taux d'alphabétisation en 2011 est de 73% (le taux masculin étant de 81% et le taux féminin de 65%). La Commission nationale des statistiques estime le taux d'alphabétisation à 77,7 % en 2017-2018, avec 84,7 % pour les hommes et 70,3 % pour les femmes. Or, en 1981, les taux respectifs sont de 41 %, 53 % et 29 % et en  1951, les taux sont de 18 %, 27 % et 9 %. Le système éducatif amélioré de l'Inde est souvent cité comme l'un des principaux contributeurs à son développement économique. Une partie non négligeable des progrès, notamment ceux de l'enseignement supérieur ou de la recherche ,est attribuée à diverses institutions publiques. Depuis 2010, le nombre d'inscriptions dans l'enseignement supérieur augmente pour atteindre un taux brut de scolarisation (TBS) de 26,3% en 2019. Pourtant, le défi d'atteindre le taux d'inscription dans l'enseignement supérieur des pays développés se pose  : le relever doit permettre de récolter un dividende démographique de la population indienne jeune.
Le manque de ressources et les absences des enseignants dans l'école publique peut conduire à la valorisation des écoles privées. Ces dernières peuvent être reconnues par le gouvernement indien. Cette « reconnaissance » est un sceau d'approbation officiel pour lequel une école privée doit remplir plusieurs de conditions (même si, dans la pratique, les écoles reconnues ne remplissent pas tous les critères). L'émergence d'écoles primaires non reconnues suggère que la reconnaissance du gouvernement n'est pas considérée comme un gage de qualité par écoles et parents.
Aux niveaux primaire et secondaire, l'Inde dispose d'un vaste système d'écoles privées qui complète les écoles publiques, 29% des élèves recevant un enseignement privé dans le groupe d'âge 6 à 14 ans. Sont aussi privées certaines écoles techniques supérieures. Le marché de l'enseignement privé en Inde produit un chiffre d'affaires de 450 USD millions de dollars en 2008, mais doit atteindre 40 USD milliards.
Selon le rapport annuel sur l'état de l'éducation de 2012, 96,5% de tous les enfants ruraux âgés de 6 à 14 ans sont inscrits à l'école durant cette année. Cette enquête annuelle est la quatrième à signaler un taux de scolarisation supérieur à 96 %. De 2007 à 2014, l'Inde maintient un taux de scolarisation moyen de 95% pour les étudiants de ce groupe d'âge. Par conséquent, le nombre d'étudiants du groupe d'âge 6-14 qui ne sont pas inscrits à l'école tombe à 2,8% au cours de l'année scolaire 2018 (ASER 2018). D'après un rapport de 2013, 229 millions d'étudiants sont inscrits dans différentes écoles urbaines et rurales accréditées de l'Inde, de la classe 1 à 12, ce qui représente une augmentation de 2,3 millions d'étudiants par rapport au nombre total d'inscriptions en 2002, et une augmentation de 19 % du nombre de filles inscrites. Depuis 2000, la Banque mondiale consacre plus de 2 $ milliards à l'éducation en Inde. Bien que, quantitativement, l'éducation en Inde se rapproche de celle des pays développés, la qualité de l'enseignement est remise en cause, notamment parce que 25 % des enseignants sont absents chaque jour . Alors que plus de 95 % des enfants fréquentent l'école primaire, seuls 40 % des adolescents indiens fréquentent l'école secondaire (de la 9e à la 12e année). Les États indiens introduisent des tests et un système d'évaluation de l'éducation pour identifier et améliorer ces écoles.
En Inde, les écoles privées sont réglementées dans tous les aspects de leur fonctionnement : il doit s'agir d'organisations à but non lucratif pour gérer tout établissement d'enseignement accrédité. Par conséquent, la différenciation des écoles publiques et des écoles privées peut être trompeuse. Cependant, dans un rapport de Geeta Gandhi Kingdon intitulé : La vidange des écoles publiques et la croissance des écoles privées en Inde, il est écrit que pour une politique éducative sensée, il est essentiel de prendre en compte les tendances changeantes de la taille des écoles privées et les secteurs de l'enseignement public en Inde. Ignorer ces tendances implique un risque de mauvaises politiques ou législation, avec les conséquences négatives qui en découlent pour l'avenir des enfants.
En janvier 2019, l'Inde compte plus de 900 universités et 40 000 collèges. Dans le système d'enseignement supérieur de l'Inde, un nombre important de sièges sont réservés en vertu des politiques d'action positive pour les castes et tribus répertoriées, historiquement défavorisées et Other Backward Classes. Dans les universités, les collèges et les institutions similaires affiliées au gouvernement fédéral, un maximum de 50% de réserves est applicable à ces groupes défavorisés, au niveau de l'État, ce pourcentage varie. Le Maharashtra a 73% de réservations en 2014, ce qui est le pourcentage le plus élevé de réservations en Inde,,,.
Comme le rapporte le journal Le Monde, l'Inde est rongée par la contrefaçon de faux diplômes : « Dans ce pays en manque d’universités, la contrefaçon de diplômes est un sport national. [...] En Inde, la fraude universitaire est un sport national qui se pratique à tous les échelons. »

## Histoire

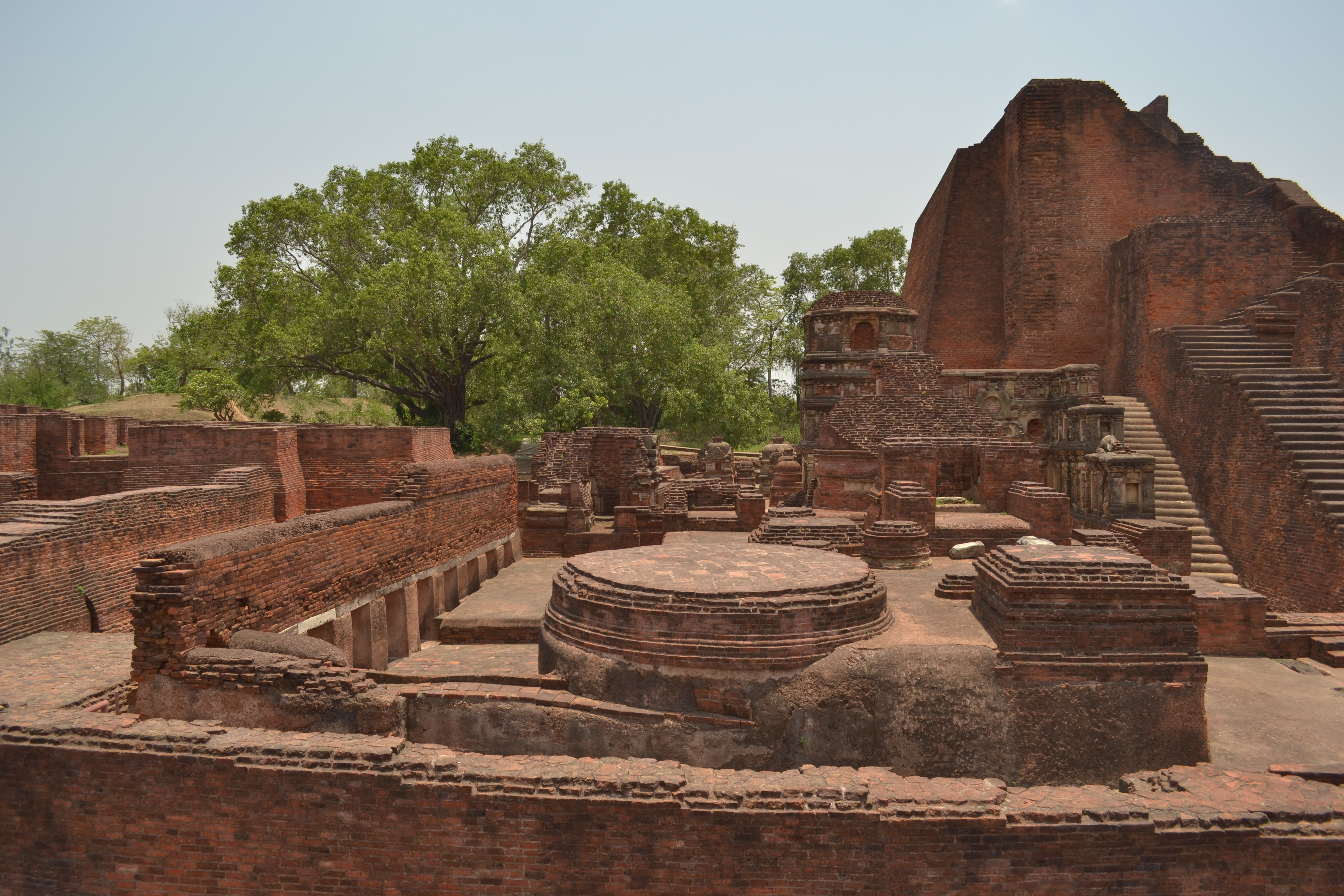
Les vestiges de la bibliothèque de Nalanda, construite au par les rois Gupta. Il est reconstruit deux fois après invasions, d'abord après une invasion des Huns au, puis après une invasion des Gaudas au VIIe siècle, mais abandonné après la troisième invasion par les envahisseurs turcs au XIIe siècle.

Le premier centre d'enseignement supérieur connu en Inde est situé à Takshasila (dans le Pakistan actuel) et peut dater du VIIIe siècle av. J.-C. Cependant, il ne s'agit peut-être pas d'une université au sens moderne, car les enseignants qui y vivent ne sont peut-être pas officiellement membres de collèges particuliers et il ne compte pas d'amphithéâtre ni de quartiers résidentiels (contrairement à Nalanda). Nalanda est le lieu du plus ancien système d'enseignement universitaire au monde au sens moderne d'université. Là, toutes les matières étaient enseignées en langue Ariano - Páli .
Certaines institutions laïques dispensent un enseignement pratique, comme la médecine. Entre 500 avant l'ère commune et 400 de l'ère commune, plusieurs centres d'éducation urbains se développent, dont  Nalanda (dans le Bihar moderne) et Manassa à Nagpur. Ils attirent des étudiants étrangers. Plusieurs disciplines, comme la littérature bouddhiste pali, la logique, la grammaire pali, sont enseignées. Chanakya, brahmane, est un des enseignants les plus célèbres, associé à la fondation de l'empire Mauryan.
Les sammanas et les gourous brahmanes offrent l'éducation au moyen de dons. Plus tard, les stupas deviennent des centres d'éducation religieuse (bien que des matières profanes soient enseignées). Les étudiants devaient être brahmacaris ou célibataires. L'enseignement dans ces établissements dépend du statut de l'élève. La classe des prêtres, les Sammanas, reçoit une connaissance de la religion, de la philosophie et d'autres branches auxiliaires, tandis que la classe des guerriers, les Kshatriya, est formée aux divers aspects de la guerre. La classe des commerçants, les Vaishya, se forme professionnellement et la classe ouvrière des Shudras est le plus souvent privée d'éducation .

## Étapes éducatives
La nouvelle politique nationale d'éducation  de 2020 introduite par le gouvernement central doit changer l'éducation en Inde. La politique approuvée par le Cabinet de l'Union indienne le 29 juillet 2020 décrit la vision du nouveau système éducatif indien. La nouvelle politique remplace la Politique Nationale de l’Éducation de 1986 . Cette politique est un cadre global pour l'enseignement, de l'élémentaire au supérieur, ainsi que pour la formation professionnelle rurale et urbaine
Peu de temps après la publication de ce projet, le gouvernement précise l'absence d'obligation d'étudier une langue en particulier. L'enseignement ne passe pas de l'anglais à une langue régionale. La politique linguistique du NEP est une directive générale et de nature consultative; et il appartient aux États, aux institutions et aux écoles de décider de la mise en œuvre. L'éducation en Inde est un sujet de la liste concurrente .
Selon ce programme, la structure 10+2 est remplacée par le modèle 5+3+3+4, Ces nombres font référence à 5 années fondamentales, que ce soit dans un anganwadi, préscolaire ou balvatika . Elle est suivie de 3 années d'apprentissages préparatoires des classes 3 à 5. Suivent un cycle intermédiaire de 3 ans et enfin un cycle secondaire de 4 ans jusqu'à la classe 12 ou 18 ans. Ce modèle est implémenté comme suit.
Au lieu d'examens chaque année scolaire, les élèves en passent trois, dans les classes 2, 5 et 8.¨Pour les classes 10 et 12 sont organisés des examens du conseil. Les normes pour ces examens sont établies par un organisme d'évaluation, PARAKH (Évaluation des performances, examen et analyse des connaissances pour le développement holistique). Pour les rendre plus faciles, ces examens sont organisés deux fois par an, les étudiants se voyant proposer jusqu'à deux tentatives. L'examen est divisé en deux parties, objectif et descriptif.
La politique d'enseignement supérieur propose une licence pluridisciplinaire en 4 ans dans un programme de premier cycle, ayant de nombreux débouchés, dont professionnels :
- Certificat après avoir terminé un an d'études
- Diplôme après deux ans d'études
- Bachelor (licence) après l'achèvement d'un programme de trois ans
- Bachelor (licence) pluridisciplinaire en quatre ans (option privilégiée)

| Catégorie                      | Catégorie                              | Noter                         | Âge                           | commentaires |
| Scolarité obligatoire en Inde  | Scolarité obligatoire en Inde          | Scolarité obligatoire en Inde | Scolarité obligatoire en Inde | Scolarité obligatoire en Inde |
| ------------------------------ | -------------------------------------- | ----------------------------- | ----------------------------- | --- |
| Étape fondamentale             | Préscolaire (urbain)/Anganwadi (rural) | Pré-jardin d'enfants          | 2-5                           | Les enfants de trois à huit ans sont concernés. L'apprentissage se fonde sur l'activité.                                                             |
| Étape fondamentale             | Préscolaire (urbain)/Anganwadi (rural) | Jardin d'enfants              | 5-6                           | Les enfants de trois à huit ans sont concernés. L'apprentissage se fonde sur l'activité.                                                             |
| Étape fondamentale             | École primaire                         | 1ere année                    | 6-7                           | Les enfants de trois à huit ans sont concernés. L'apprentissage se fonde sur l'activité.                                                             |
| Étape fondamentale             | École primaire                         | 2e année                      | 7-8                           | Les enfants de trois à huit ans sont concernés. L'apprentissage se fonde sur l'activité.                                                             |
| Étape préparatoire             | École primaire                         | 3e année                      | 8-9                           | Introduction progressive aux matières suivantes : expression orale, lecture, écriture, éducation physique, langues, arts, sciences et mathématiques. |
| Étape préparatoire             | École primaire                         | 4e année                      | 9-10                          | Introduction progressive aux matières suivantes : expression orale, lecture, écriture, éducation physique, langues, arts, sciences et mathématiques. |
| Étape préparatoire             | École primaire                         | 5e année                      | 10-11                         | Introduction progressive aux matières suivantes : expression orale, lecture, écriture, éducation physique, langues, arts, sciences et mathématiques. |
| Stade intermédiaire            | Ecole intermédiaire                    | 6e année                      | 11-12                         | Initiation à l'abstraction en mathématiques, sciences dures, sciences humaines et sociales, et arts.                                                 |
| Stade intermédiaire            | Ecole intermédiaire                    | 7e année                      | 12-13                         | Initiation à l'abstraction en mathématiques, sciences dures, sciences humaines et sociales, et arts.                                                 |
| Stade intermédiaire            | Ecole intermédiaire                    | 8e année                      | 13-14                         | Initiation à l'abstraction en mathématiques, sciences dures, sciences humaines et sociales, et arts.                                                 |
| Étape secondaire               | École "junior"                         | 9e année                      | 14-15                         | Étude pluridisciplinaire, couplée à une réflexion approfondie et critique. Un choix de matières est proposé.                                         |
| Étape secondaire               | École "junior"                         | 10e année                     | 15-16                         | Étude pluridisciplinaire, couplée à une réflexion approfondie et critique. Un choix de matières est proposé.                                         |
| Étape secondaire               | École senior                           | 11e année                     | 16-17                         | Étude pluridisciplinaire, couplée à une réflexion approfondie et critique. Un choix de matières est proposé.                                         |
| Étape secondaire               | École senior                           | 12e année                     | 17-18                         | Étude pluridisciplinaire, couplée à une réflexion approfondie et critique. Un choix de matières est proposé.                                         |
| Enseignement supérieur en Inde |                                        |                               |                               | |
| Collège ( Université )         | École de premier cycle                 | Première année                | 18-19                         | Certificat professionnel d'un an |
| Collège ( Université )         | École de premier cycle                 | Deuxième année                | 19-20                         | Diplôme professionnel de deux ans |
| Collège ( Université )         | École de premier cycle                 | Troisième année               | 20-21                         | Bachelor (licence) en trois ans (facultatif et limité)                                                                                               |
| Collège ( Université )         | École de premier cycle                 | Quatrième année               | 21-22                         | Bachelor (licence) multidisciplinaire de quatre ans (Souhaité)                                                                                       |
| Collège ( Université )         | École de premier cycle                 | Cinquième année               | 22-23                         | MBBS en cinq ans, licence en médecine. |
| Collège ( Université )         | Lycée                                  | Première année                | 21+                           | Divers diplômes, divers programmes, enseignements, évaluations.                                                                                      |
| Collège ( Université )         | Lycée                                  | Deuxième année                | 22+                           | Divers diplômes, divers programmes, enseignements, évaluations.                                                                                      |
| Collège ( Université )         | Lycée                                  | Troisième année               | 23+                           | Divers diplômes, divers programmes, enseignements, évaluations.                                                                                      |
| Collège ( Université )         | Doctorat                               |                               | 24+                           | |
| Recherche                      |                                        |                               |                               | |
|                                | Postdoctorat                           |                               |                               | |
| Formation continue             |                                        |                               |                               | |
| École professionnelle          | École professionnelle                  | École professionnelle         | 18 ans et plus                | |
| Éducation des adultes          |                                        |                               | 18 ans et plus                | |

## Éducation scolaire
Le conseil central et la plupart des conseils d'État suivent uniformément le modèle d'enseignement 10+2 :3. Selon ce schéma, l'étude de dix ans se fait dans les écoles et deux ans dans les écoles secondaires "junior" (Mumbai, Maharashtra):44, puis trois ans d'études pour un bachelor (licence) . Les dix premières années sont subdivisées en quatre années d'enseignement primaire, six années de lycée suivies de deux années de collèges juniors:5. Ce modèle nait de la recommandation de la Commission de l'éducation de 1964-1966.
Certains établissements de tout degré sont reconnus et soumis à des inspections.

### Taux d'alphabétisation des adultes et des jeunes
| Pays                          | 15+ ans | 15+ ans | 15-24 ans | 15-24 ans |
| Pays                          | Homme   | Femme   | Homme     | Femme     |
| ----------------------------- | ------- | ------- | --------- | --------- |
| Bangladesh                    | 51,7    | 33.1    | 59,4      | 43,1      |
| Pakistan                      | 63,0    | 36,0    | 75,8      | 54,7      |
| Sri Lanka                     | 92,3    | 89,1    | 95,1      | 96,1      |
| Inde                          | 73,4    | 47,8    | 84,2      | 67,7      |
| Chine                         | 95,1    | 86,5    | 99,2      | 98,5      |
| Brésil                        | 88,4    | 88,8    | 95,8      | 97,9      |
| Fédération Russe              | 99,7    | 99,2    | 99,7      | 99,8      |
| Monde                         | 87,2    | 77,3    | 90,5      | 84,1      |
| Pays en voie de développement | 83,5    | 70.1    | 88,6      | 80,9      |
| Afrique sub-saharienne        | 69,5    | 53,5    | 77.8      | 68,3      |

### Administration

#### Politique

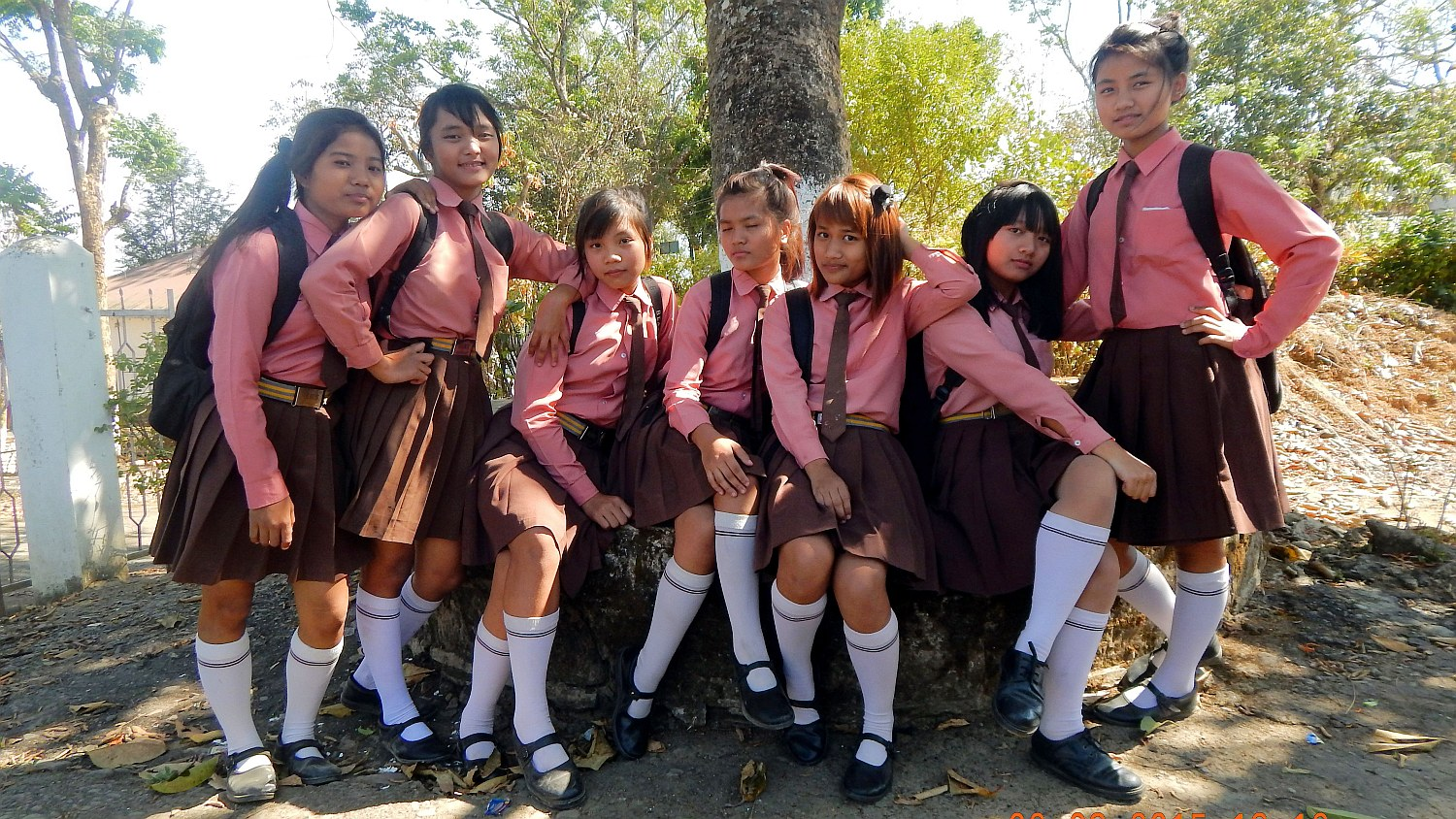
Des écolières de l'école moyenne anglaise Nuchhungi Hnahthial, Mizoram

La politique de l'éducation est préparée par le gouvernement central au niveau national et par les États au niveau étatique. La politique nationale sur l'éducation de 1986  cherche à intégrer la sensibilisation à l'environnement, l'enseignement des sciences et de la technologie et l'introduction d'éléments traditionnels tels que le yoga dans le système d'enseignement secondaire indien. Une caractéristique de l'enseignement secondaire de l'Inde est l'accent mis sur la formation professionnelle . Une nouveauté importante est l'extension de l'aide à l'enseignement secondaire sous la forme du Rashtriya Madhyamik Shiksha Abhiyan, plus récente initiative du gouvernement de l'Inde pour atteindre l'objectif d'universalisation de l'enseignement secondaire. Il vise à étendre et à améliorer les normes de l'enseignement secondaire jusqu'à la classe 10 .

#### Commissions scolaires
Les conseils scolaires imposent le programme d'études, organisent des examens au niveau du conseil  (notamment aux niveaux dix et douze) pour décerner les diplômes scolaires. Ce sont les écoles qui organisent les examens des autres niveaux (également appelés standard, année ou classe, indiquant les années de scolarité).
- Conseil national de la recherche et de la formation en éducation : c'est l'organisme faîtier situé à New Delhi, capitale de l'Inde. Il donne le programme d'études lié à l'éducation scolaire à travers l'Inde[36]. Il fournit un soutien, des conseils et une assistance technique à des écoles en Inde et supervise de nombreux aspects de l'application des politiques éducatives[37]. Il existe d'autres organes, chargés des programmes, qui régissent le système d'enseignement scolaire, en particulier au niveau de l'État.
- Conseils d'État de l'éducation : la plupart des gouvernements des États ont au moins un « conseil d'État de l'enseignement secondaire ». Cependant, certains États comme l'Andhra Pradesh en ont plusieurs. De plus, les territoires de l'Union n'ont pas de conseil. Chandigarh, Dadra et Nagar Haveli, Daman et Diu, et Lakshadweep et Puducherry Lakshadweep partagent les services avec un plus grand État. Les conseils scolaires établissent le programme de la 1re à la 12e année. Le programme, qui varie selon l’État. La plupart d'entre eux organisent des examens aux 10e et 12e niveaux, mais certains même aux 5e, 6e et 8e niveaux.
- Conseil central de l'enseignement secondaire : il établit le programme d'études de la 1re à la 12e année et organise des examens aux normes 10e et 12e qui sont appelés examens du conseil. Les étudiants qui étudient le programme CBSE passent l'examen de l'école secondaire All India à la fin de la 10e année et l'examen All India Senior School Certificate à la fin de la 12e année. Les langues de l'examen sont l'hindi et l'anglais.
- Council for the Indian School Certificate Examinations : il établit un programme d'études de la 1re à la 12e année et organise les trois examens suivants : le certificat indien d'enseignement secondaire (ICSE - classe/année 10); l'Indian School Certificate (ISC - Class/Grade 12) et le Certificate in Vocational Education (CVE - Class/Grade 12). Le niveau d'anglais de cet organisme est comparé aux A-Levels du Royaume-Uni. Par ailleurs, le choix des matières est plus large. Les examens CBSE des 10e et 12e années sont souvent comparés aux examens ICSE et ISC. L'ICSE est, en général, considéré comme plus rigoureux que le CBSE AISSE (10e année), mais les examens CBSE AISSCE et ISC ont presque le même niveau dans la plupart des matières avec ISC, dont l'examen d'anglais légèrement plus rigoureux que l'examen CBSE de 12e année. Le CBSE et l'ISC sont reconnus internationalement et la plupart des universités à l'étranger acceptent les résultats finaux des examens CBSE et ISC à des fins d'admission et comme preuve d'achèvement de l'école secondaire
- National Institute of Open Schooling : il organise l'examen secondaire et l'examen secondaire supérieur (dans toute l'Inde), ainsi que certains cours d'enseignement professionnel. Le Conseil national de l'éducation est géré par le ministère des Ressources humaines du gouvernement de l'Inde pour fournir une éducation dans les zones rurales et les groupes en difficulté en mode d'enseignement ouvert et à distance. Un projet pilote lancé par CBSE pour fournir une éducation abordable de haute qualité, offre une éducation jusqu'à la 12e norme. Le choix des matières, très personnalisable, est similaire à CBSE. Les élèves scolarisés à domicile passent souvent ces examens ou ceux des programmes internationaux, car ils ne sont pas éligibles pour passer les examens CBSE ou ISC.
- Madrasah islamique : leurs conseils sont contrôlés par les gouvernements des États locaux, soit autonomes, soit affiliés à Darul Uloom Deoband ou Darul Uloom Nadwtul Ulama.
- Écoles autonomes :  Woodstock School, Sri Aurobindo International Center of Education Puducherry, Patha Bhavan et Ananda Marga Gurukula en constituent des exemples.
- Baccalauréat international et Examens Internationaux de Cambridge : il s'agit  d'écoles privées qui ont une double affiliation avec l'un des conseils scolaires indiens.
- Les écoles internationales, qui proposent les 10e et 12e examens standard dans le cadre du Baccalauréat international, des systèmes d'examens du secondaire supérieur de Cambridge ou des conseils scolaires de leur pays d'origine (comme ceux organisés par les ambassades étrangères ou les communautés d'expatriés).
- Éducation spécialisée : Il existe une éducation spécialisée. D'après Kofi Annan, secrétaire général des Nations unies, « Une éducation intégrée spéciale pour les enfants handicapés nuit aux pauvres de manière disproportionnée : en détournant des fonds destinés au développement, en sapant la capacité d'un gouvernement à fournir des services de base, en nourrissant les inégalités et l'injustice, et en décourageant l'investissement et l'aide étrangers », dans sa déclaration sur l'adoption de la Convention des Nations unies contre la corruption par l'Assemblée générale, New York, novembre 2003). Elle est lancée en  1974 pour l'enseignement primaire,  mais s'étend au second degré[38].

#### Programme de repas de midi

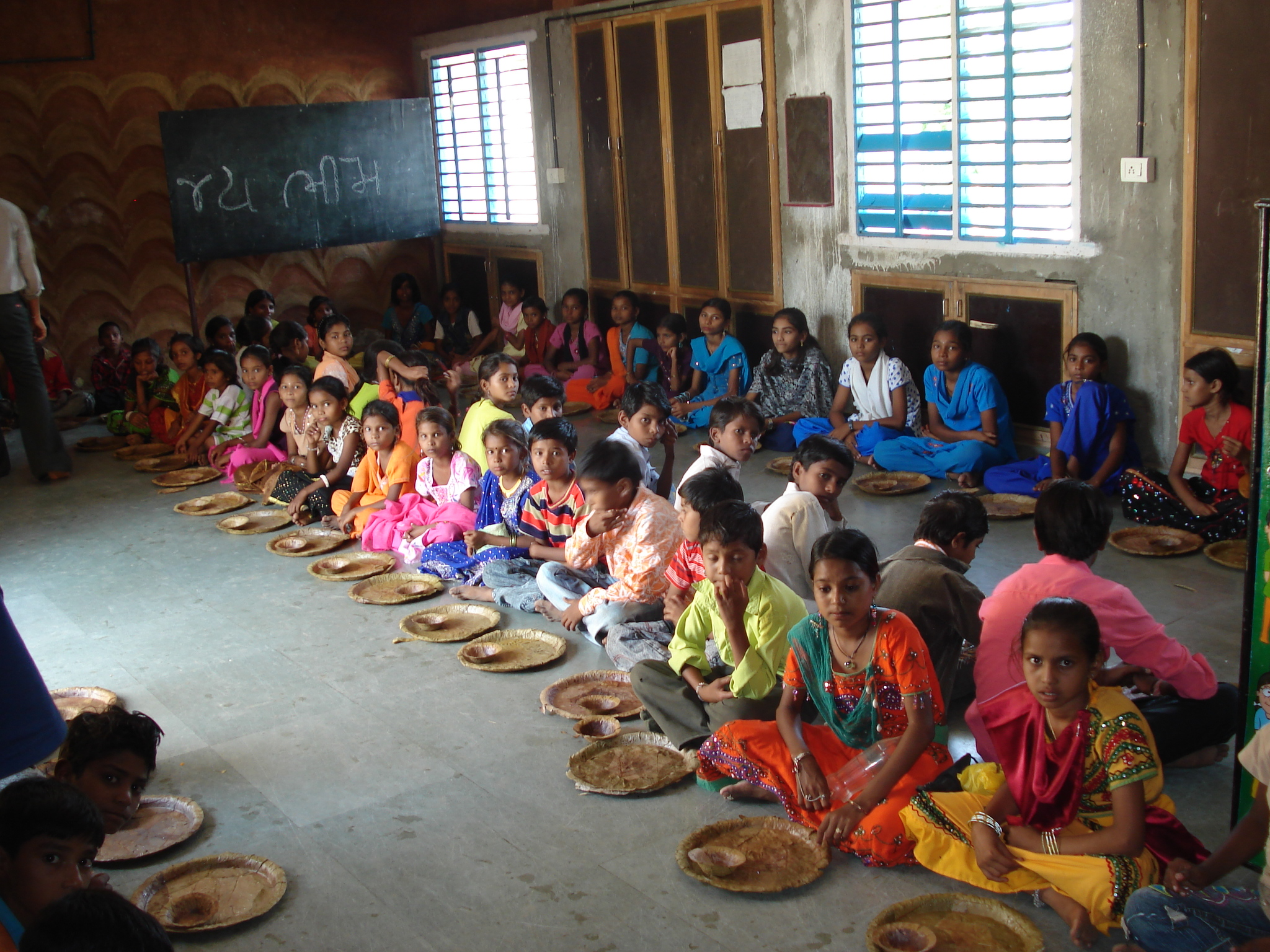
Déjeuner scolaire à l'école primaire Raika au Gujarat

Le programme des repas de midi (Midday Meal Scheme) est un programme de repas scolaires du gouvernement indien conçu pour améliorer l'état nutritionnel des enfants d'âge scolaire à l'échelle nationale en fournissant des déjeuners gratuits les jours ouvrables pour les enfants des classes primaires et supérieures du gouvernement, avec l'aide du gouvernement, d'un organisme local, l' Education Guarantee Scheme et des centres d'éducation alternative innovants, Madarsa et Maqtabs soutenus par le programme Sarva Shiksha Abhiyan, et les écoles du Projet national sur le travail des enfants gérées par le ministère du Travail. Concernant  120 000 000 d'enfants dans plus de 1 265 000 écoles et centres du Programme de garantie de l'éducation, c'est l'un des plus grands du monde.
Dans le double objectif d'améliorer la santé et l'éducation des enfants pauvres, l'Inde se lance dans un programme ambitieux de fourniture de repas de midi dans les écoles primaires publiques et subventionnées par le gouvernement. Afin de pallier les responsabilités administratives et logistiques, offrir des coupons alimentaires ou un transfert de revenus aux bénéficiaires ciblés est considéré comme une alternative.
Pendant la période de fermeture des écoles due au COVID-19, la distribution de repas se poursuit. Cependant, plusieurs experts ont des opinions divergentes sur la mise en œuvre du MDM en période de pandémie et sur ses avantages réels pour les écoliers .

#### Formation des enseignants
En outre, l'Université nationale de planification et d'administration de l'éducation et le Conseil national pour la formation des enseignants sont responsables de la gestion du système éducatif et de l'accréditation des enseignants.

### Niveaux de scolarité

#### Enseignement préprimaire

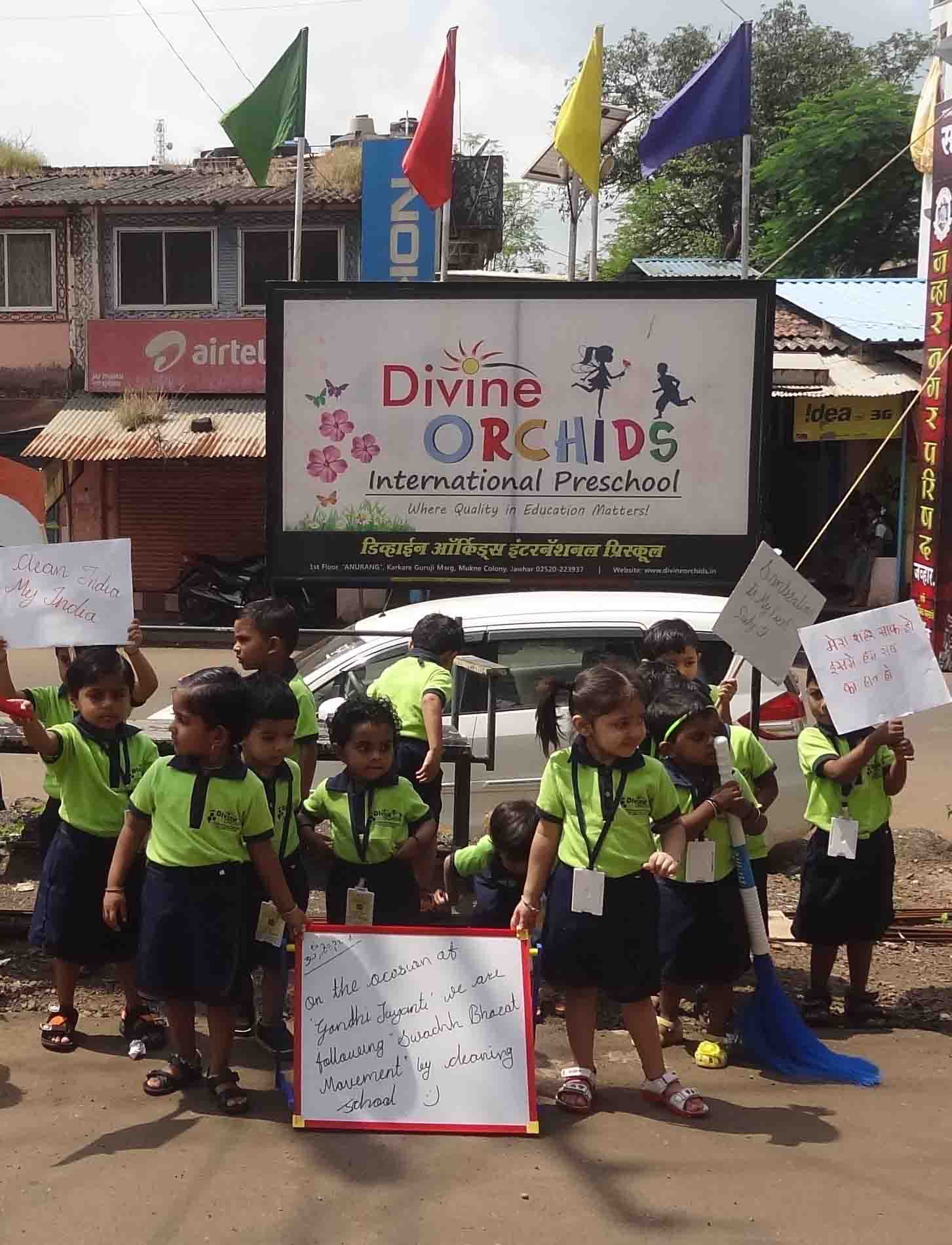
Enfants d'une école maternelle indienne (Divine Orchids International Preschool, Jawhar)

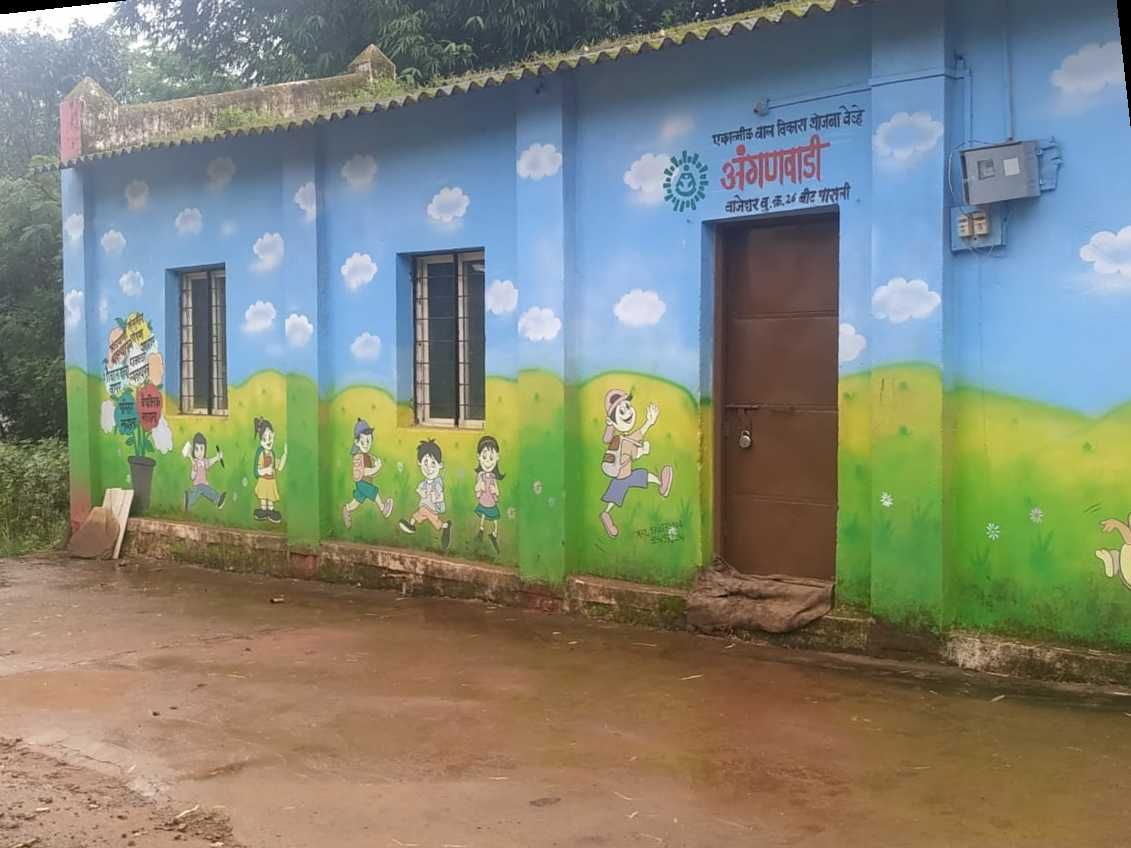
Centre Anganwadi à Velhe, district de Pune, 2019

Le stade préprimaire est le fondement des connaissances, des compétences et du comportement des enfants. À la fin de cet enseignement, les enfants sont envoyés au stade primaire. En Inde, cette éducation ne représente pas un droit fondamental. Dans l'Inde rurale, les écoles préprimaires sont rarement disponibles dans les petits villages. En revanche, dans les villes, il existe de nombreux acteurs établis dans le secteur de l'éducation préscolaire. La demande pour les écoles maternelles augmente considérablement dans les villes mêmes petites, mais seule 1% de la population de moins de 6 ans est inscrite dans l'éducation préscolaire.
- Groupe de jeu (pré-maternelle) : Dans les garderies, les enfants sont exposés à de nombreuses activités d'apprentissage basiques qui les aident à devenir indépendants plus rapidement et à développer leurs qualités d'auto-assistance, comme manger eux-mêmes, s'habiller et rester propre. L'âge limite d'admission en pré-maternelle est de deux à trois ans. L'anganwadi est un programme de nutrition et d'apprentissage gratuit pour les enfants en milieu rural et les soins maternels, financés par le gouvernement, incluent le repas de midi [45]
- Maternelle : Les activités de niveau maternelle aident les enfants à développer leurs talents, leur permettant ainsi d'aiguiser leurs capacités mentales et physiques. L'âge limite d'admission en maternelle est de trois à quatre ans.
- LKG : Cette classe est aussi appelée "jardin d'enfants". L'âge limite d'admission  est de quatre à cinq ans.
- UKG : On l'appelle aussi la maternelle senior. L'âge limite d'admission est de cinq à six ans.

Les étapes LKG et UKG préparent et aident les enfants émotionnellement, mentalement, socialement et physiquement à assimiler des connaissances lors des étapes suivantes . L'enseignement y est ludique.

#### Enseignement primaire

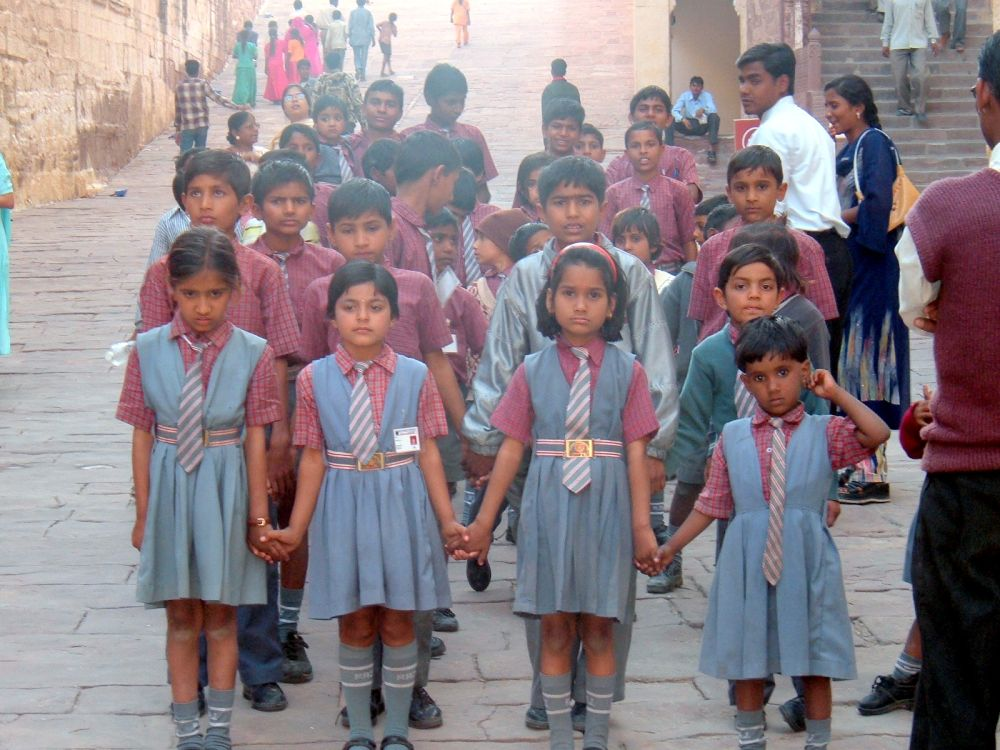
Indian School-Children dans une école à Jodhpur, Rajasthan

L'enseignement primaire en Inde est divisé entre premier cycle (classes 1 à 4) et le deuxième cycle du primaire (classes 5 à 8). Le gouvernement indien met l'accent sur l'enseignement primaire (classe I-VIII) aussi appelé enseignement élémentaire, pour les enfants âgés de 6 à 14 ans. Les lois sur l'enseignement étant dictées par le gouvernement de chaque État, la durée de scolarisation dépend de l’État. Le travail des enfants est interdit. Cependant, l'éducation gratuite et l'interdiction du travail des enfants sont difficiles à appliquer en raison des disparités économiques et des conditions sociales. 80% de toutes les écoles reconnues au niveau élémentaire sont gérées ou soutenues par le gouvernement, ce qui en fait le plus grand fournisseur d'éducation du pays
Pourtant, en raison d'un manque de ressources et de volonté politique, ce système souffre de lacunes massives, notamment des ratios élèves/enseignants élevés, un manque d'infrastructures et de faibles niveaux de formation des enseignants. Les chiffres publiés par le gouvernement indien en 2011 montrent qu'il y avait 5 816 673 enseignants du primaire en Inde . En mars 2012, l'Inde compte 2 127 000 enseignants du secondaire . L'éducation est gratuite  pour les enfants de 6 à 14 ans ou jusqu'à la classe VIII en vertu de la loi de 2009 sur le droit des enfants à l'éducation gratuite et obligatoire
Le gouvernement réalise plusieurs efforts pour augmenter la qualité. Le District Education Revitalization Program (DERP) est lancé en 1994, dans le but d'universaliser l'enseignement primaire en Inde, en réformant et dynamisant le système d'enseignement primaire existant. 85 % du DERP a été financé par le gouvernement central et les 15 % restants ont été financés par les États. Le DERP, qui ouvre 160 000 nouvelles écoles dont 84 000 écoles d'éducation alternative dispensant une telle éducation à environ 3,5 millions d'enfants, a également été soutenu par l'UNICEF et d'autres programmes internationaux. En janvier 2016, le Kerala devient le 1er État indien à atteindre 100 % d'enseignement primaire grâce à son programme d'alphabétisation Athulyam.

#### Éducation secondaire

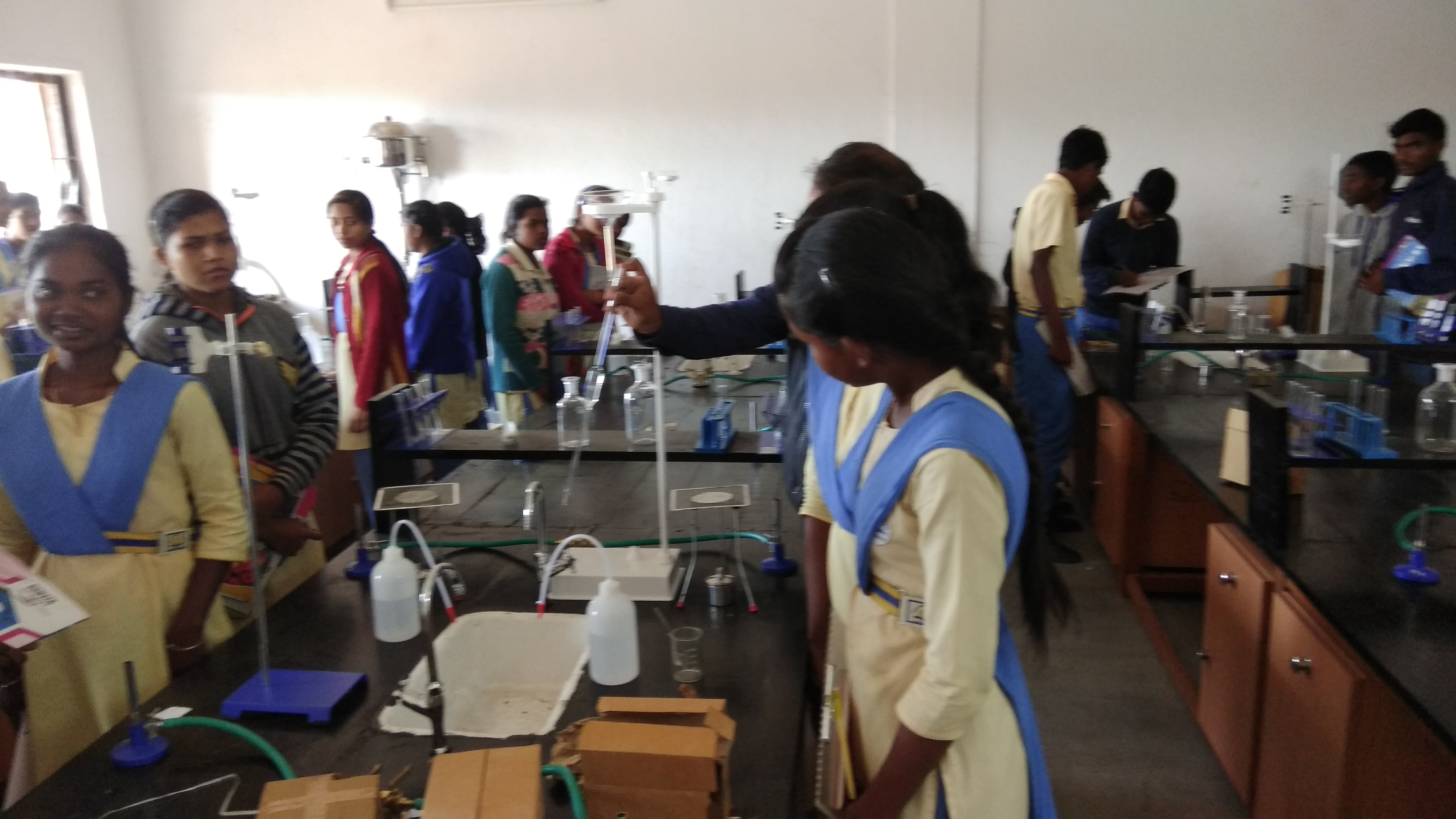
Élèves du secondaire dans un laboratoire de chimie dans une école d'Odisha

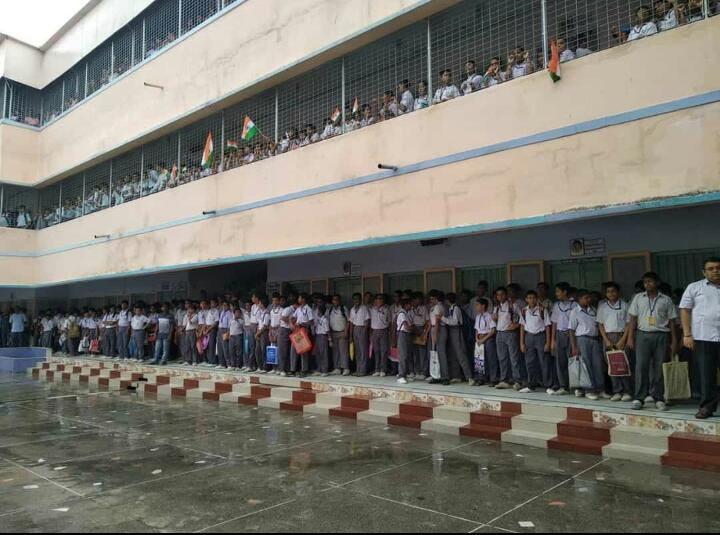
Célébrations de la fête de l'indépendance de l'Inde dans une école de Baranagar

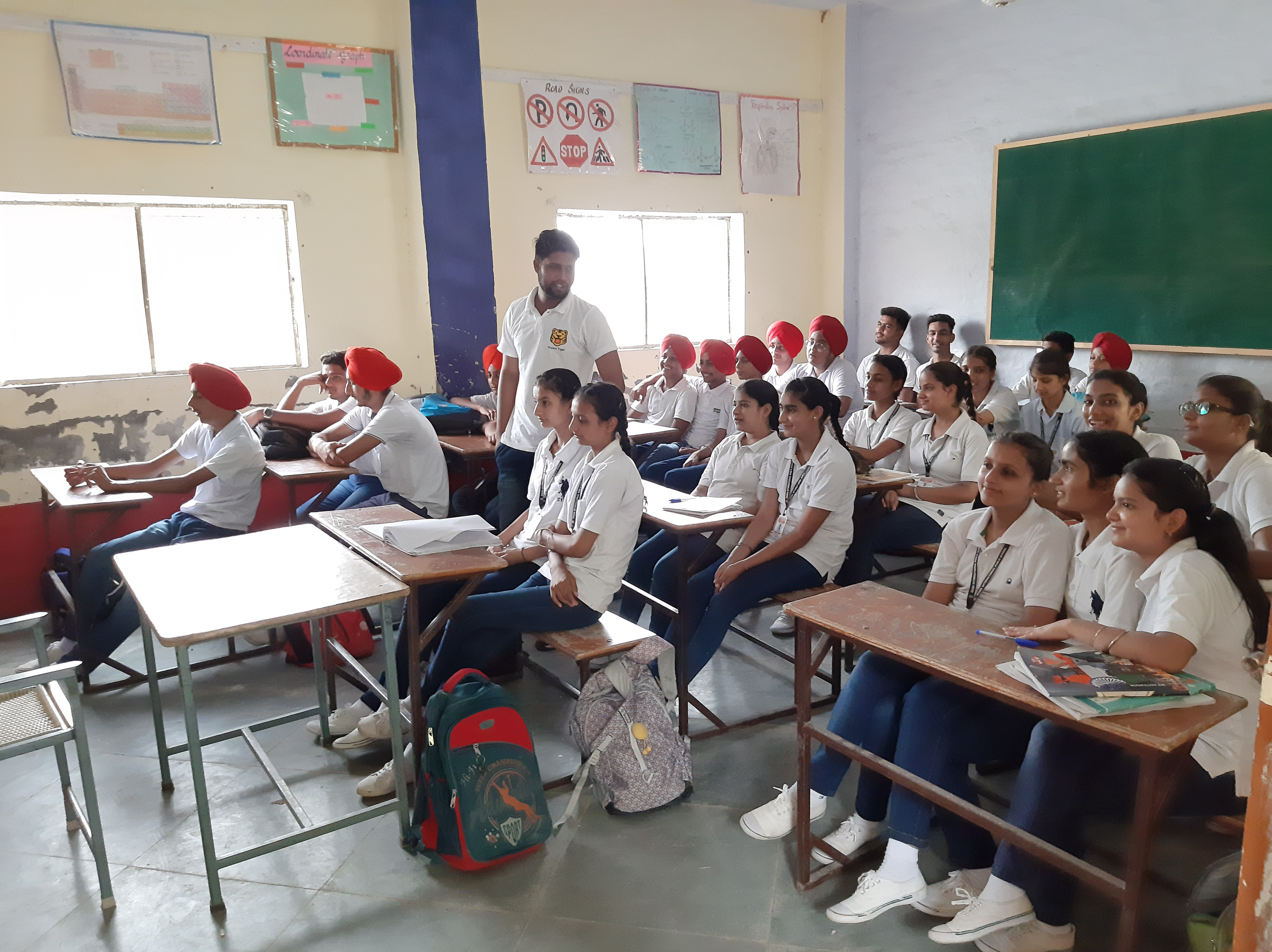
Jagseer S Sidhu enseignant à des étudiants sur Wikipédia dans un lycée du Pendjab

L'enseignement secondaire couvre les enfants âgés de 14 à 18 ans, groupe comprenant 88,5 millions d'enfants selon le recensement de 2001 de l'Inde. Les deux dernières années du secondaire sont souvent appelées secondaire supérieur, ou stade « +2 ». Les deux moitiés de l'enseignement secondaire nécessite un certificat de réussite et sont donc affiliées par les conseils centraux de l'éducation relevant du ministère des DRH, avant de pouvoir poursuivre des études supérieures, dont des cours collégiaux ou professionnels.
Les directives UGC, NCERT, CBSE et ICSE indiquent les âges requis pour les candidats voulant passer les examens du conseil d'administration. Pour une année académique donnée, les élèves d'au moins quinze ans au 30 mai sont éligibles pour se présenter aux examens du conseil secondaire. Ceux qui en ont dix-sept à la même date sont éligibles pour se présenter aux examens du conseil de certificat du secondaire supérieur. En outre, il est indiqué qu'après avoir terminé avec succès le secondaire supérieur, il est possible de postuler à l'enseignement supérieur sous le contrôle de l'UGC, par exemple dans  l'ingénierie, la médecine et l'administration des affaires.
En Inde, les cours permettent avant tout de préparer les examens. L'école secondaire ou lycée est divisé en deux parties (grades 9-10 et grades 11-12), chacune conclue par un examen national standardisé à la fin de la 10e et de la 12e année (souvent appelés de manière informelle "examens du conseil"). Les résultats des examens de 10e année peuvent être utilisés pour l'admission en 11e et 12e années dans une école secondaire, un programme préuniversitaire ou une école professionnelle ou technique. La réussite d'un examen du conseil d'administration de 12e année mène à l'octroi d'un diplôme d'études secondaires, qui peut être utilisé pour l'admission dans les écoles professionnelles ou les universités (indiennes ou étrangères). La plupart des universités indiennes réputées exigent que les étudiants passent des tests d'admission (en plus des examens du secondaire). Les notes scolaires ne suffisent pas, dans la majorité des cas, à assurer l'admission dans le supérieur.
En raison de contraintes budgétaires, la majorité des écoles n'offrent pas de flexibilité quant aux horaires et disciplines. Par exemple, en onzième et douzième année, chimie et histoire appartiennent à deux filières distinctes et ne peuvent donc pas être étudiées par un même élève. Les candidats privés (n'étudiant pas dans une école) ne sont pas autorisés à passer les examens du Conseil dans la plupart des cas, à l'exception du National Institute of Open Schooling.

##### 10e examen (matricule ou secondaire)
Les élèves qui passent l'examen de 10e année suivent souvent six matières : anglais, mathématiques, sciences sociales, sciences, une langue et une matière optionnelle selon la disponibilité des enseignants. Parmi les matières facultatives, on compte l'économie, l'éducation physique, le commerce et l'écologie.

##### 12e examen (secondaire supérieur ou secondaire supérieur)
Les étudiants qui passent l'examen de 12e année étudient le plus souvent quatre ou cinq matières, avec l'anglais ou la langue locale obligatoire. En plus de ces langues, les élèves qui se réinscrivent dans la plupart des écoles secondaires après la 10e année doivent choisir un « tronc commun » disciplinaire : sciences (mathématiques, biologie, chimie et physique), commerce (comptabilité, études commerciales, et économie), ou sciences humaines (trois disciplines parmi histoire, sciences politiques, sociologie, psychologie, géographie selon l'école). En douzième année, les élèves étudient les mathématiques jusqu'au calcul à une seule variable.

### Types d'écoles

#### Écoles publiques
La majorité des élèves fréquente des écoles publiques : jusqu'à l'âge de quatorze ans, les étudiants pauvres et vulnérables étudient gratuitement. Selon les données du ministère de l'Éducation, 65,2% (113 millions) de tous les élèves de 20 États sont inscrits dans des écoles publiques (vers 2017). Ces écoles sont gérées à plusieurs niveaux : étatique, local et central. Au niveau central, on compte par exemple Kendriya Vidyalaya dans les zones urbaines, Jawahar Navodaya Vidyalaya, pour les élèves doués, Kasturba Gandji Balika Vidyalaya pour les filles appartenant aux classes vulnérables SC/ST/OBC, ainsi que les écoles publiques de l'armée indienne gérées par l'armée indienne pour les enfants de soldats.
Le projet Kendriya Vidyalaya est lancé en 1965 pour les employés du gouvernement central indien, qui sont déployés dans tout le pays. Il s'agit d'uniformiser programme et rythme de l'enseignement

#### Écoles privées subventionnées par le gouvernement
Le plus souvent, ces écoles sont gérées par une fiducie caritative qui reçoivent un financement partiel du gouvernement. Le plus grand système éducatif dans ce cas est dirigé par DAV College Managing Commitee.

#### Écoles privées (sans financement gouvernemental)

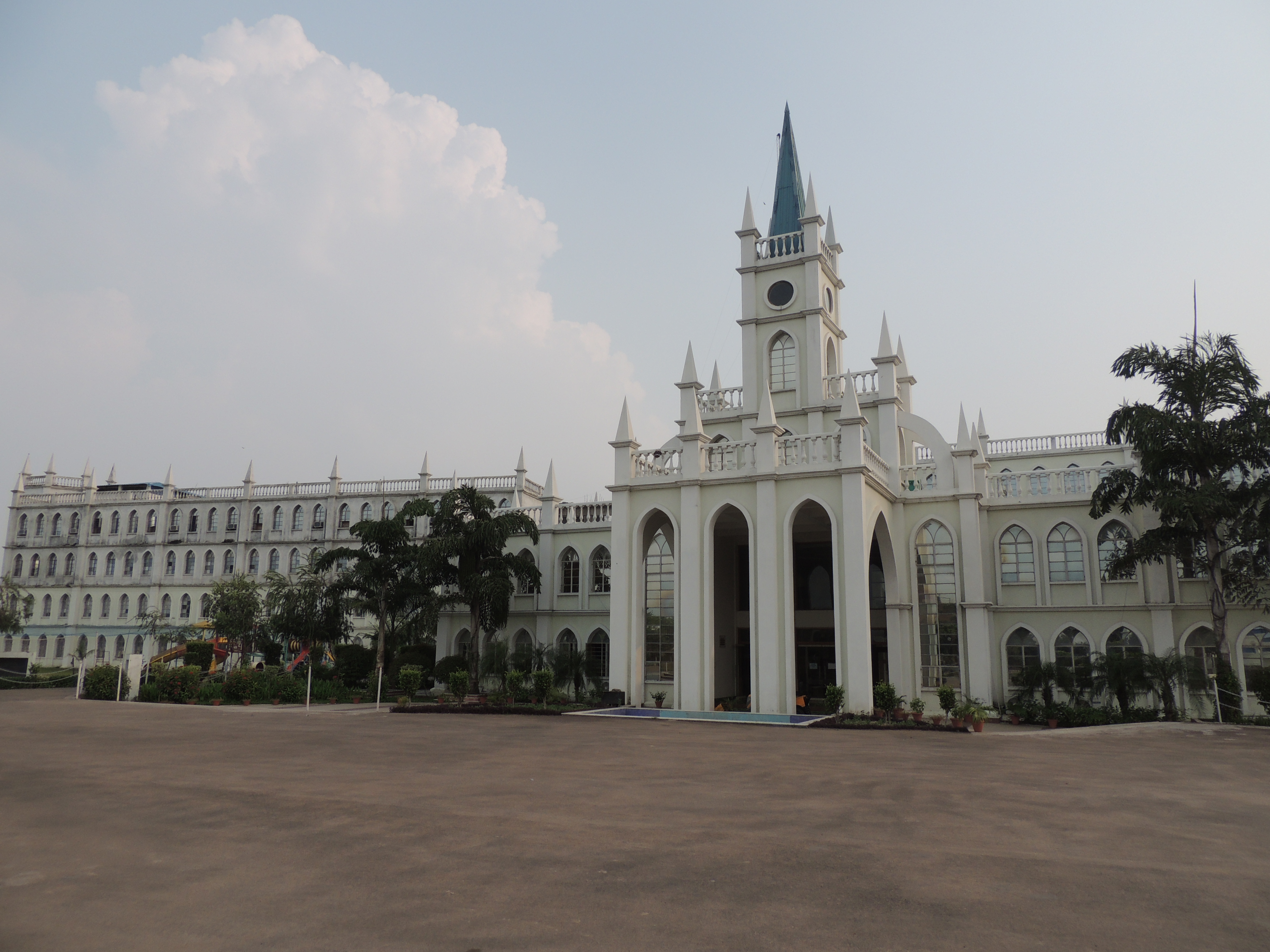
École publique de Delhi, Azaad Nagar (école privée)

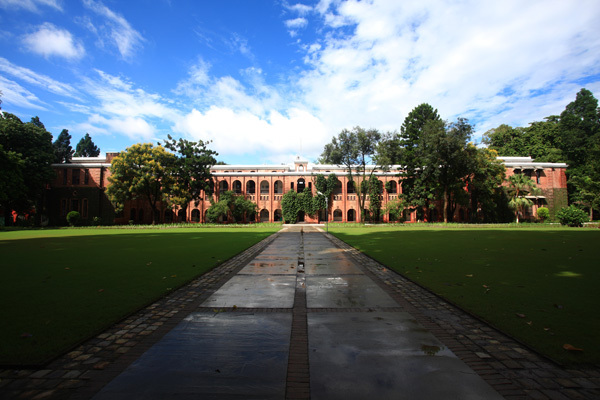
Doon School

29% des enfants indiens sont scolarisés dans le privé. En zone urbaine, 50 % des enfants sont inscrits dans une école privée, ce qui montre le succès de ce type d'éducation en ville. Dans les zones rurales, environ 20 % des enfants en 2004-2005 sont inscrits dans des écoles privées

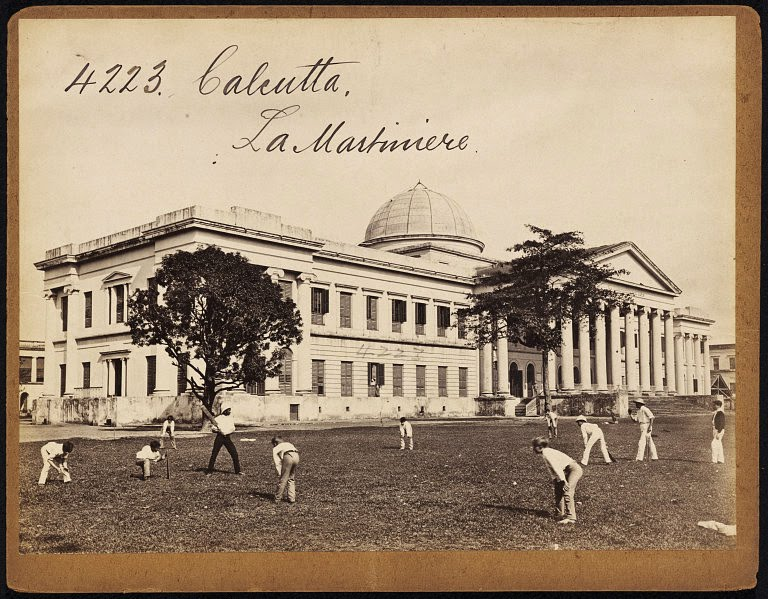
La Martinière de Calcutta, considérée comme l'une des meilleures écoles du pays

La plupart des familles de la classe moyenne envoient leurs enfants dans des écoles privées , soit dans la même ville, soit dans un internat éloigné. Des écoles privées sont créées depuis la règle britannique en Inde et la St Geoge's School, à Chennai`, est la plus ancienne école privée d'Inde. L'anglais est la langue d'enseignement, même si l'hindi ou la langue officielle de l'État constituent des matières obligatoires. L'éducation Montessori est aussi populaire, en raison du séjour de Maria Montessori en Inde pendant la Seconde Guerre mondiale. En 2014, quatre des dix meilleures écoles maternelles de Chennai sont des écoles Montessori.
De nombreuses écoles privées et gérées portent l'appellation « Public », comme les écoles publiques de Delhi ou les écoles publiques Frank Anthony. Celles-ci sont calquées sur les Public School britanniques, groupe d'écoles privées indépendantes plus anciennes et chères, en Angleterre.
Selon certaines recherches, les écoles privées offrent souvent des résultats supérieurs des écoles publiques. La raison étant des objectifs ambitieux et une meilleure vision.
Ainsi, les écoles privées enseignent l'entièreté des matières, en plus d'autres disciplines comme des exposciences, de la culture générale, des sports, de la musique et du théâtre En revanche, des désaccords ont lieu quant à savoir dans quel système les professeurs sont les mieux formés. D'après un sondage DISE, le pourcentage d'enseignants non formés (para-enseignants) est de 54.91% dans le privé, contre 44.88% dans le public et seuls 2.32% des enseignants des écoles privées hors-contrat reçoivent une formation en cours d'emploi, contre 43.44% pour les écoles publiques. La compétition sur le marché scolaire est intense, et pourtant, beaucoup d'écoles réalisent des profits. 
Néanmoins, le nombre d'écoles privées en Inde demeure faible : 7 % des institutions sont privées (avec 21 % du primaire et 32 % du secondaire, d'après  fortress team research). Souvent, malgré la gratuité des écoles publiques, même les plus pauvres fréquentent l'école privée. Selon une étude, à Hyderabad,  65% des enfants des bidonvilles en âge d'aller à l'école fréquentent l'école privée.

#### Exemples d'écoles nationales

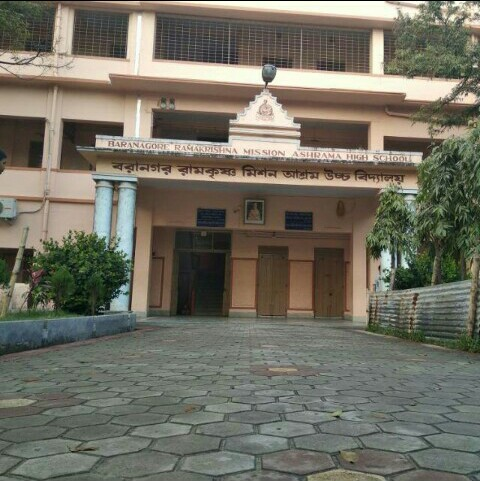
Lycée Baranagore Ramakrishna Mission Ashrama

- École centrale de l'énergie atomique (créée en 1969)
- École publique Bal Bharati (créée en 1944)
- Bharatiya Vidya Bhavan (créé en 1938)
- Chinmaya Vidyalaya (créé en 1965)
- École publique DAV (créée en 1886)
- École publique de Delhi (créée en 1949)
- Écoles publiques de l'armée indienne (créées en 1983)
- Jawahar Navodaya Vidyalaya (créé en 1986)
- Kendriya Vidyalaya (créée en 1963)
- Padma Seshadri Bala Bhavan (créé en 1958)
- Écoles de chemin de fer en Inde (créées en 1873)
- Écoles de la mission Ramakrishna [61],[62],[63],[64] (créées en 1922)
- Ryan International Schools (créées en 1976)
- École Sainik (créée en 1960)
- Saraswati Shishu Mandir (créé en 1952)
- Écoles Seth MR Jaipuria (créées en 1992)
- Vivekananda Vidyalaya (créé en 1972)
- Vivekananda Kendra Vidyalaya (créé en 1977)
- Écoles Waldorf (Inde) (créées en 2002)

#### Écoles internationales
En janvier 2015, l'International Schools Consultancy  recense 410 écoles internationales en Inde. Il définit une école internationale en ces termes : "ISC compte une école comme internationale si elle dispense un programme d'études à toute combinaison d'élèves des niveaux préscolaire, primaire ou secondaire, entièrement ou partiellement en anglais en dehors d'un pays anglophone, ou si l'école, dans un pays où l'anglais est l'une des langues officielles, propose un programme d'études en anglais autre que le programme national du pays et est d'orientation internationale." Cette définition est utilisée par des publications telles The Economist.

#### Enseignement à domicile
En Inde, l'enseignement à domicile est légal. Kapil Sibal, alors ministre du DRH, assure, en dépit de la oi RTE, de la non-intervention du gouvernement si des parents choisissent ce type d'éducation . C'est cependant le type d'éducation le moins choisi et objet de débat.

## Enseignement supérieur

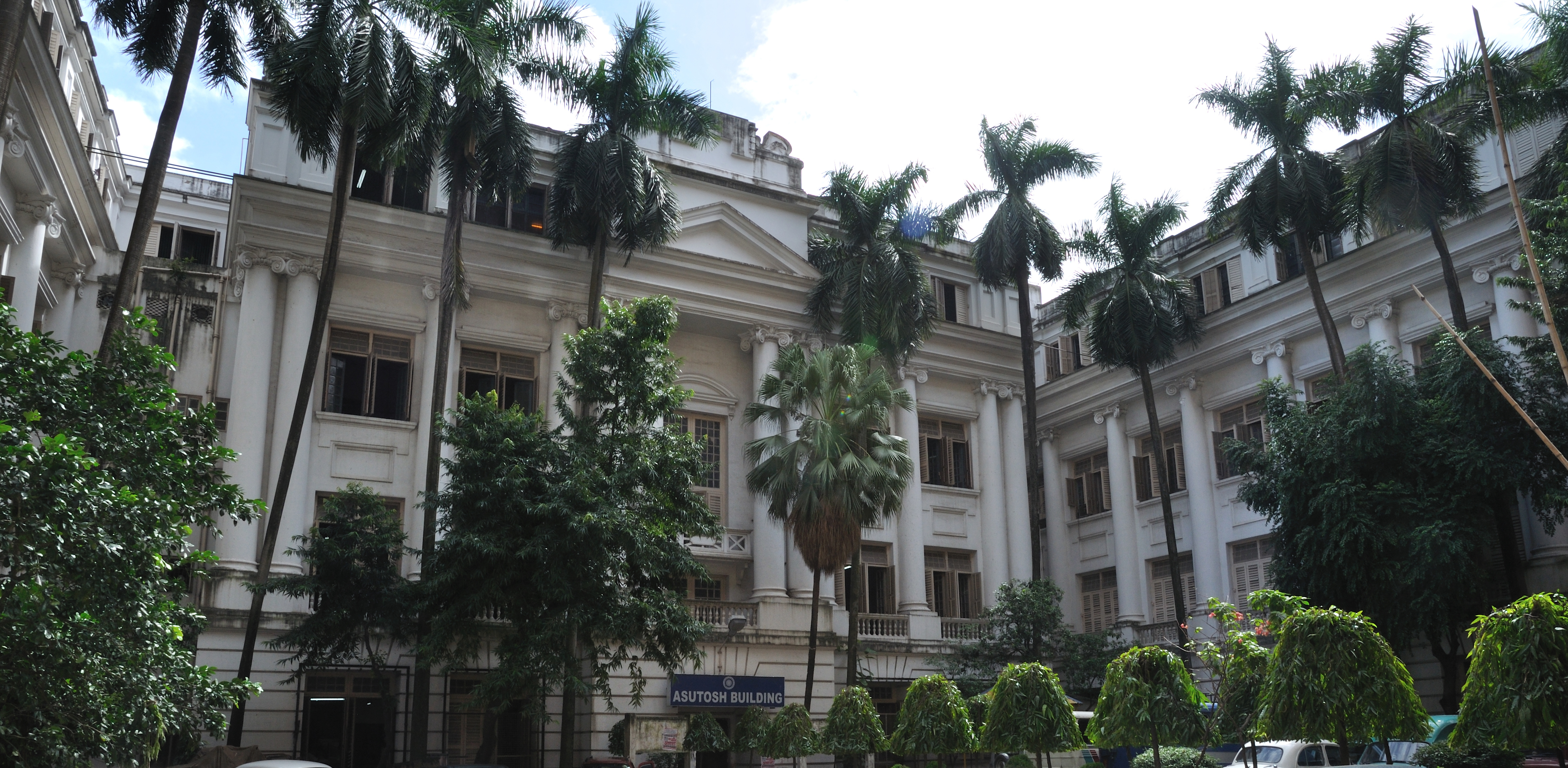
L'Université de Calcutta, fondée en 1857, a été la première institution multidisciplinaire et laïque de style occidental en Asie.

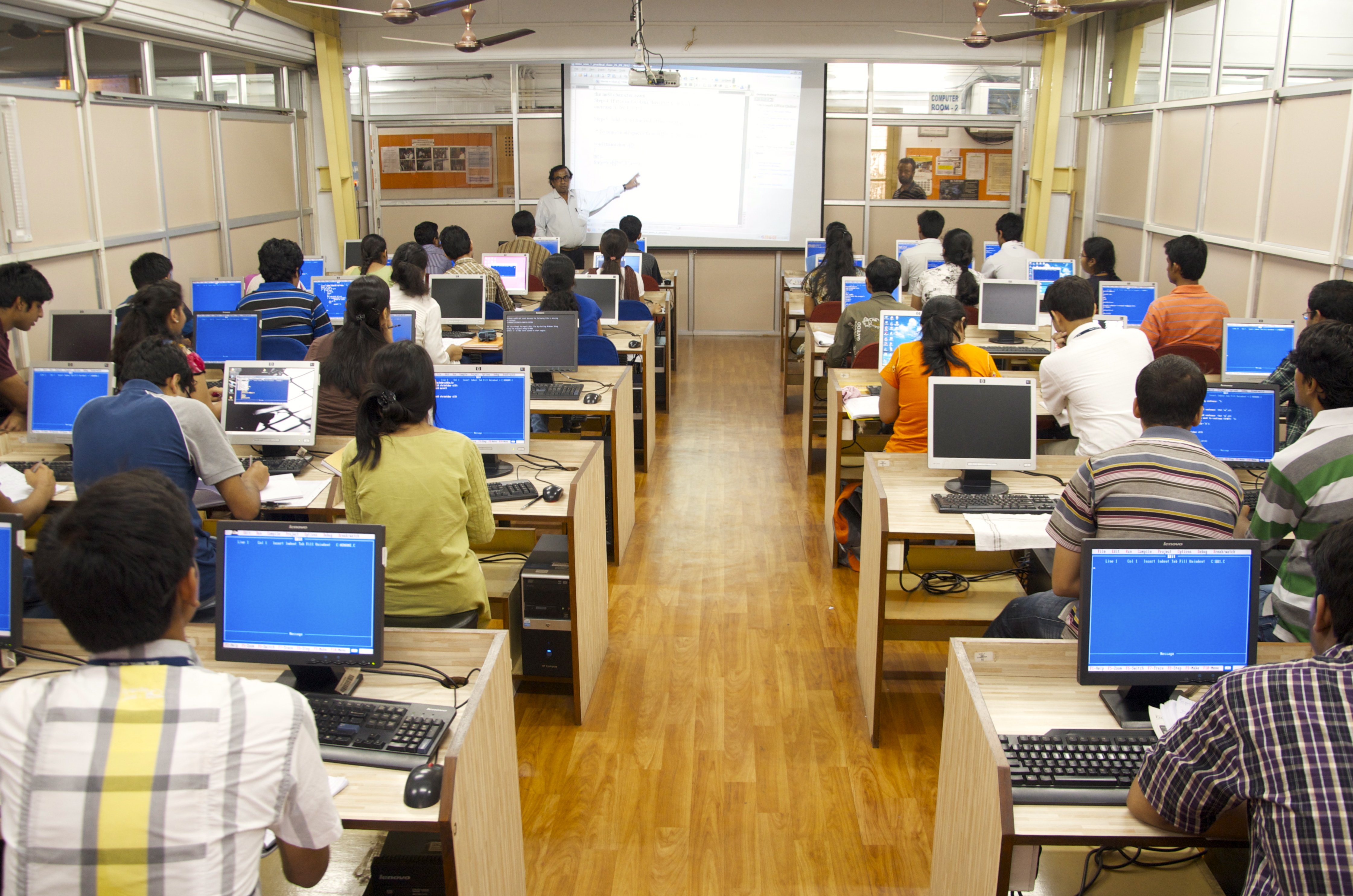
Cours d'informatique dans un collège de Calcutta

L'enseignement supérieur peut être professionnel ou universitaire.

### Enseignement professionnel
Le Conseil indien de l'enseignement technique de l'Inde signale, en 2013, qu'il existe plus de 4 599 établissements de formation professionnelle qui offrent des diplômes dans plusieurs domaines, comme l'architecture, l'ingénierie, la gestion hôtelière, les infrastructures, la pharmacie, la technologie, les services municipaux.  174 000 y sont inscrits 

### Éducation universitaire

Institut indien de gestion Calcutta, Calcutta.

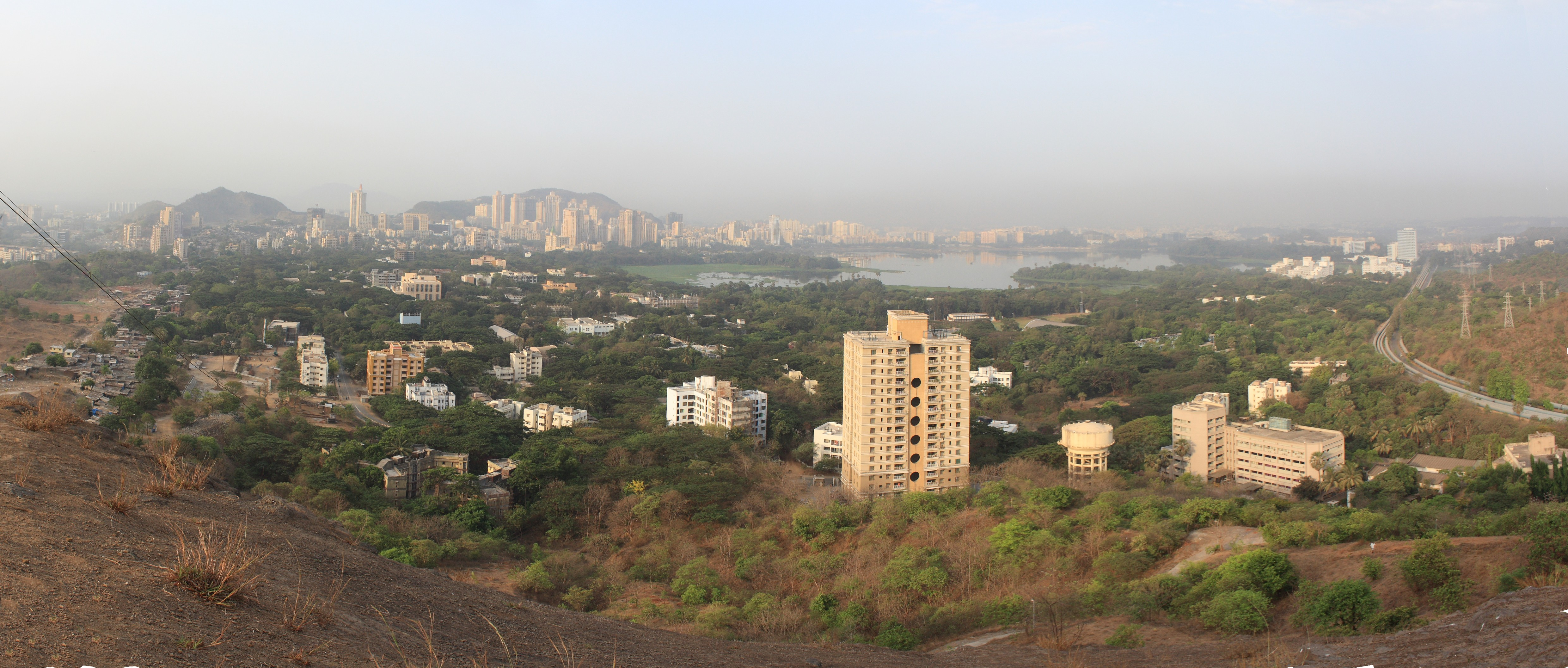
Institut indien de technologie Bombay

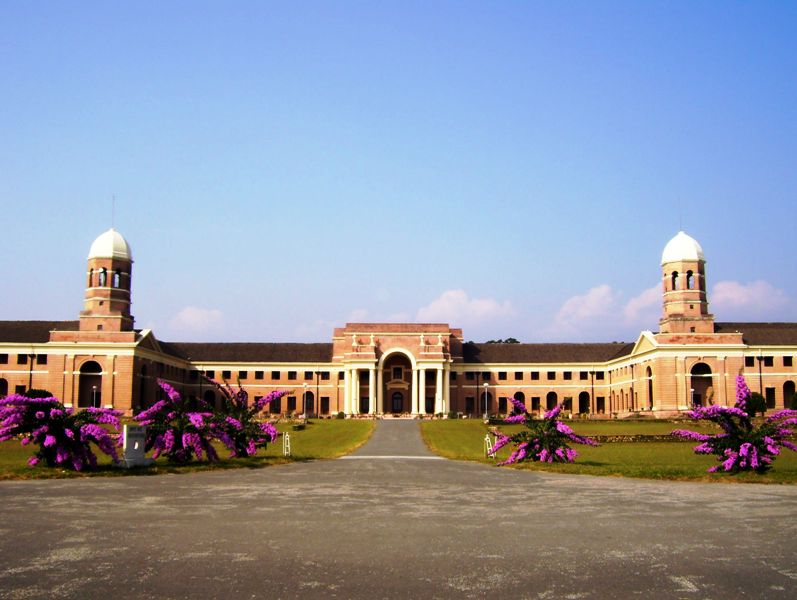
Forest Research Institute

L'examen de la douzième année a pour débouchés un bachelor (licence) en arts, commerce ou sciences, ou un programme menant à un diplôme professionnel tel que l'ingénierie, la médecine, les soins infirmiers, la pharmacie et le droit  Le système d'enseignement supérieur indien est le troisième au monde, après la Chine et les États-Unis. Le principal organe directeur au niveau supérieur est la University Grants Commission (Inde) (UGC), qui applique ses normes, conseille le gouvernement et aide à coordonner entre le centre et l'État jusqu'à l'obtention du diplôme et du doctorat (PhD). L'accréditation pour l'enseignement supérieur est supervisée par 12 institutions autonomes créées par la Commission des bourses universitaires

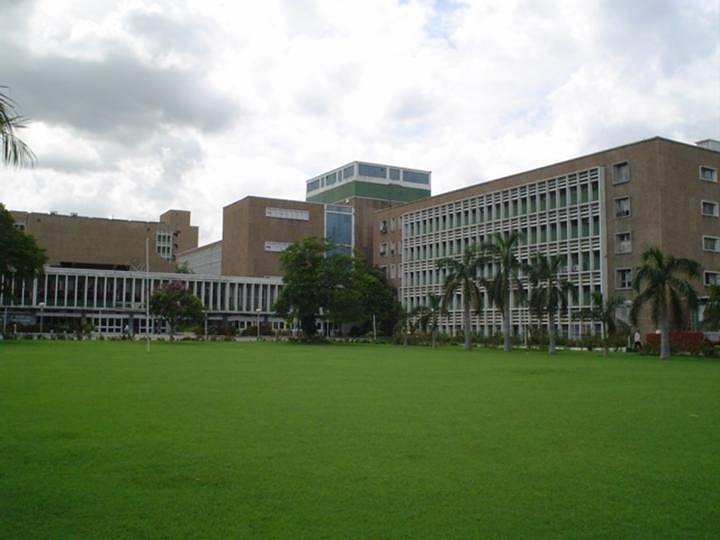
Institut indien des sciences médicales de Delhi

En 2012, l'Inde compte 152 universités centrales, 316 universités d'Etat, et 191 universités privées. Parmi les autres institutions, il existe 33,623 collèges, dont 1,800 réservés aux femmes, fonctionnant sous ces universités, et 12,748 institutions offrant une formation diplômante. Les sciences et technologies sont particulièrement valorisées. L'enseignement à distance est répandu. Le gouvernement lance Rashtriya Uchchattar Shiksha Abhiyan pour fournir un financement stratégique aux institutions supérieures et techniques des États. Au total, 316 universités publiques et 13 024 collèges sont couverts par ce programme
Certaines institutions indiennes, comme les instituts indiens de technologie et les instituts nationaux de technologie sont mondialement reconnus pour une formation de premier cycle en ingénierie. Plusieurs autres instituts de recherche fondamentale tels que l'Indian Institute of Science, Indian Association for the Cultivation of Science, Tata Institute of Fundamental Research, Harish-Chandra Research Institute, Indian Institute of Science Education and Research   sont reconnus dans les domaines des sciences fondamentales et des mathématiques. Cependant, l'Inde n'a pas réussi à produire des universités de classe mondiale, tant dans le secteur privé que dans le secteur public
Outre ces universités, l'Inde en abrite d'autres, fondées dans le but de gagner de l'argent. Les autorités de régulation (comme l'UGC et l'AICTE) tentent d'éliminer la menace des universités privées qui dispensent des cours sans reconnaissance. Ces dernières sont gérées par des hommes politiques ou hommes d'affaires. Elles ne remplissent pas les critères requis par le gouvernement et les organismes centraux (UGC, AICTE, MCI, BCI, etc.). Dans la mesure où il n'existe pas de législation assez forte pour mener des actions contre elles, ces universités continuent de dispenser des cours. Les mécanismes d'assurance qualité ne peuvent mettre fin aux fausses déclarations et aux malversations dans l'enseignement supérieur. Dans le même temps, les organismes de réglementation sont accusés de corruption, en particulier dans le cas des universités réputées. Dans ce contexte d'absence de mécanisme solide d'assurance qualité, les institutions doivent intensifier leurs efforts et fixer des normes d'autorégulation plus strictes
D'après Manmohan Singh, alors Premier Ministre de l'Inde, en 2007 : « Notre système universitaire est, en plusieurs endroits, en mauvais état... Dans près de la moitié des districts du pays, les inscriptions dans l'enseignement supérieur sont basses, de manière abyssale, presque deux tiers de nos universités et 90% de nos collèges sont notés comme inférieurs à la moyenne sur des critères qualitatifs... Je suis préoccupé par le fait que dans plusieurs États, les nominations d'universités, y compris celles de vice-chanceliers, se sont politisées, et sont devenues sujettes aux considérations de castes et communales, des plaintes de favoritismes et de corruption se font entendre.  »

Université nationale de droit de Gujarat, Gandhinagar

Conscient de la situation difficile de l'enseignement supérieur, le gouvernement de l'Inde essaie d'apporter des réformes, L'un des projets de loi les plus discutés est celui sur les universités étrangères, qui est censé faciliter l'entrée des universités étrangères pour établir des campus en Inde. L'une des approches pour rendre efficace l'internationalisation de l'enseignement supérieur indien consiste à développer une politique cohérente et globale qui vise à insuffler l'excellence, à apporter une diversité institutionnelle et à contribuer au renforcement des capacités.
Trois universités indiennes figurent sur la liste Times Higher Education des 200 meilleures universités du monde : les instituts indiens de technologie, les instituts indiens de gestion et l'université Jawaharlal Nehru en 2005 et 2006. Six instituts indiens de technologie et le Birla Institute of Technology and Science ; Pilani sont classés parmi les vingt meilleures écoles scientifiques et technologiques en Asie par Asiaweek . L'Indian School of Business située à Hyderabad est classée douzième dans le classement mondial des MBA par le Financial Times de Londres en 2010 , tandis que le All India Institute of Medical Science est reconnu comme un leader mondial de la recherche et du traitement médicaux. L'Université de Mumbai est classée quarante et unième parmi les cinquante meilleures écoles d'ingénieurs du monde par la société de diffusion d'informations américaine Business Insider en 2012 et est la seule université de la liste des cinq pays émergents des BRICS . Elle est classée soixante-deuxième dans le classement QS des universités BRICS pour 2013  et est la 3e meilleure Université multidisciplinaire de l'Inde à un classement national Université de Calcutta et l'Université de Delhi. En avril 2015, IIT Bombay lance le premier programme EMBA conjoint américano-indien aux côtés de l'Université de Washington à St. Louis.

### Éducation technique

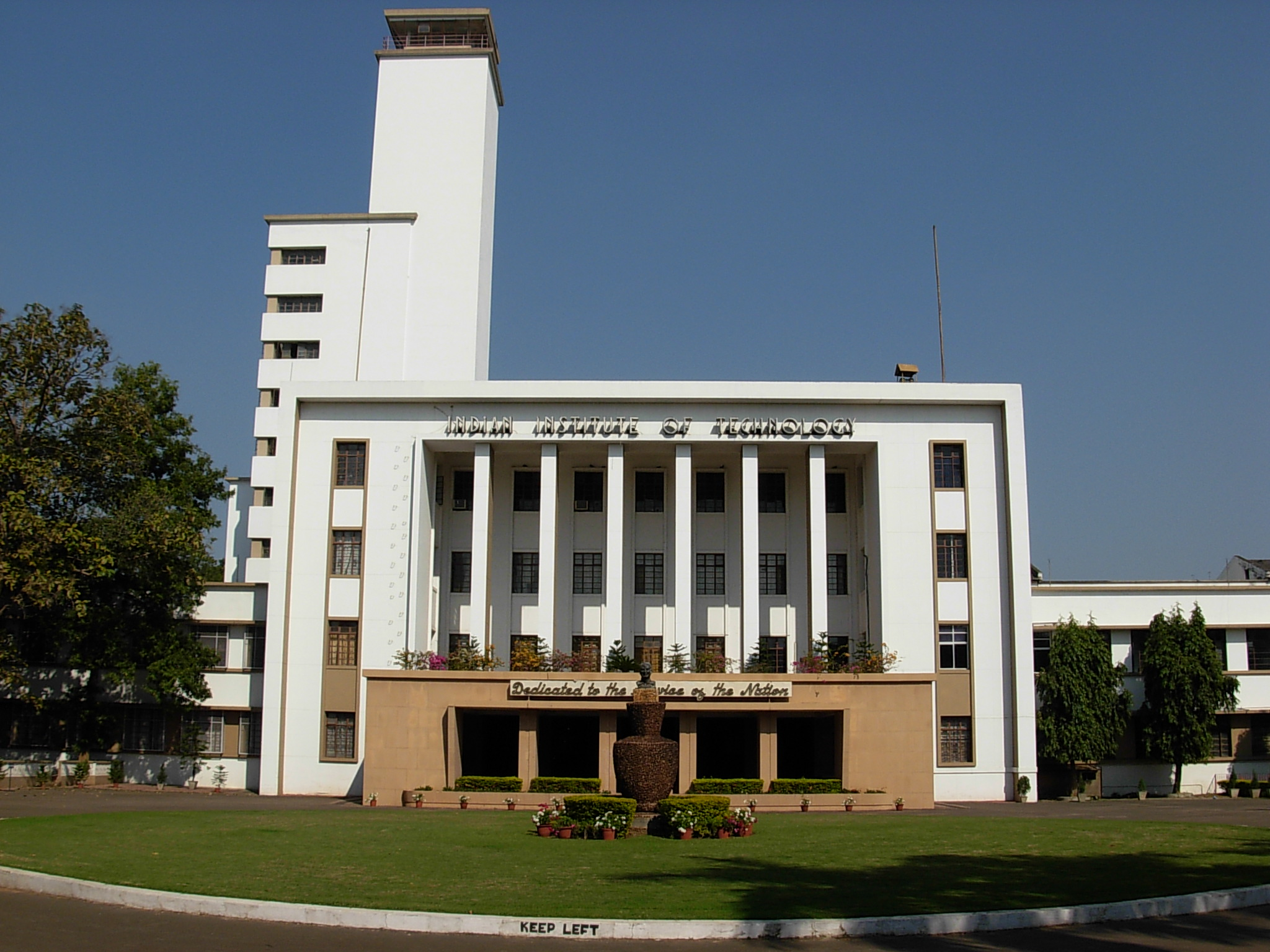
Institut indien de technologie, Kharagpur

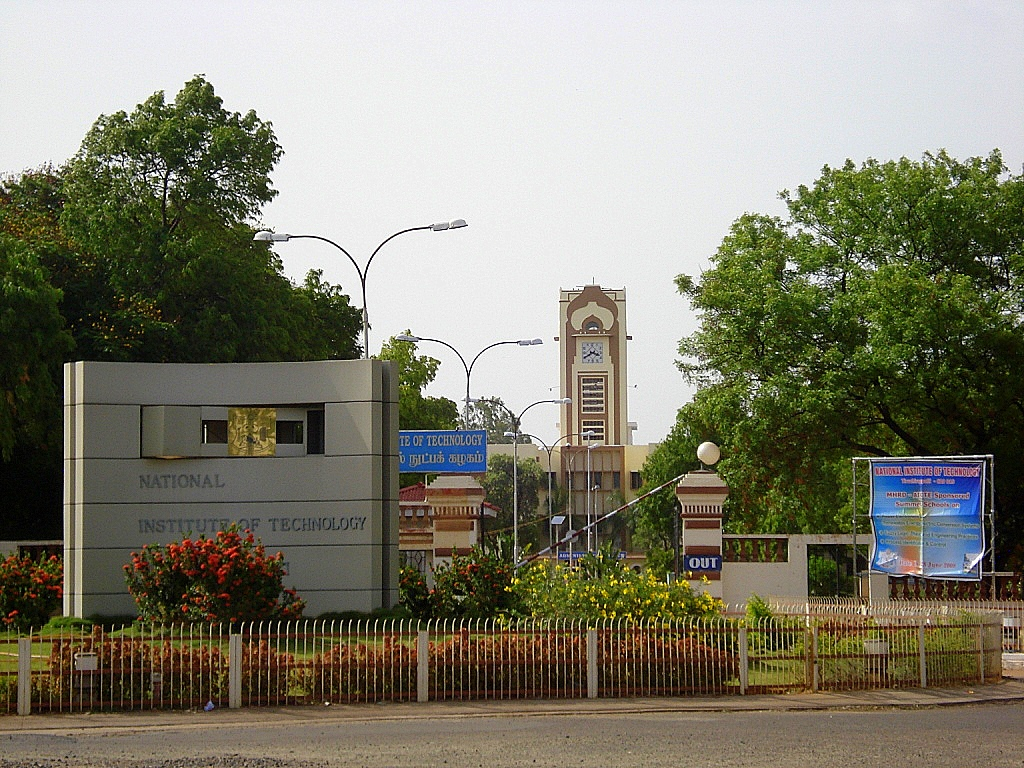
Institut National de Technologie, à Tiruchirappalli

Dès le premier plan quinquennal d'Inde (1951-1956), l'Inde a pour projet de développer un bassin de main-d’œuvre scientifique. La politique nationale de l'Inde sur l'éducation prévoit un organe suprême pour la réglementation et le développement de l'enseignement technique supérieur, devenu le Conseil Indien de l'Enseignement technique en 1987 par une loi du parlement indien. Au niveau fédéral, les instituts indiens de technologie, l'institut indien des sciences et technologies spatiales, les instituts nationaux de technologie et les instituts indiens de technologie de l'information sont jugés d'importance nationale

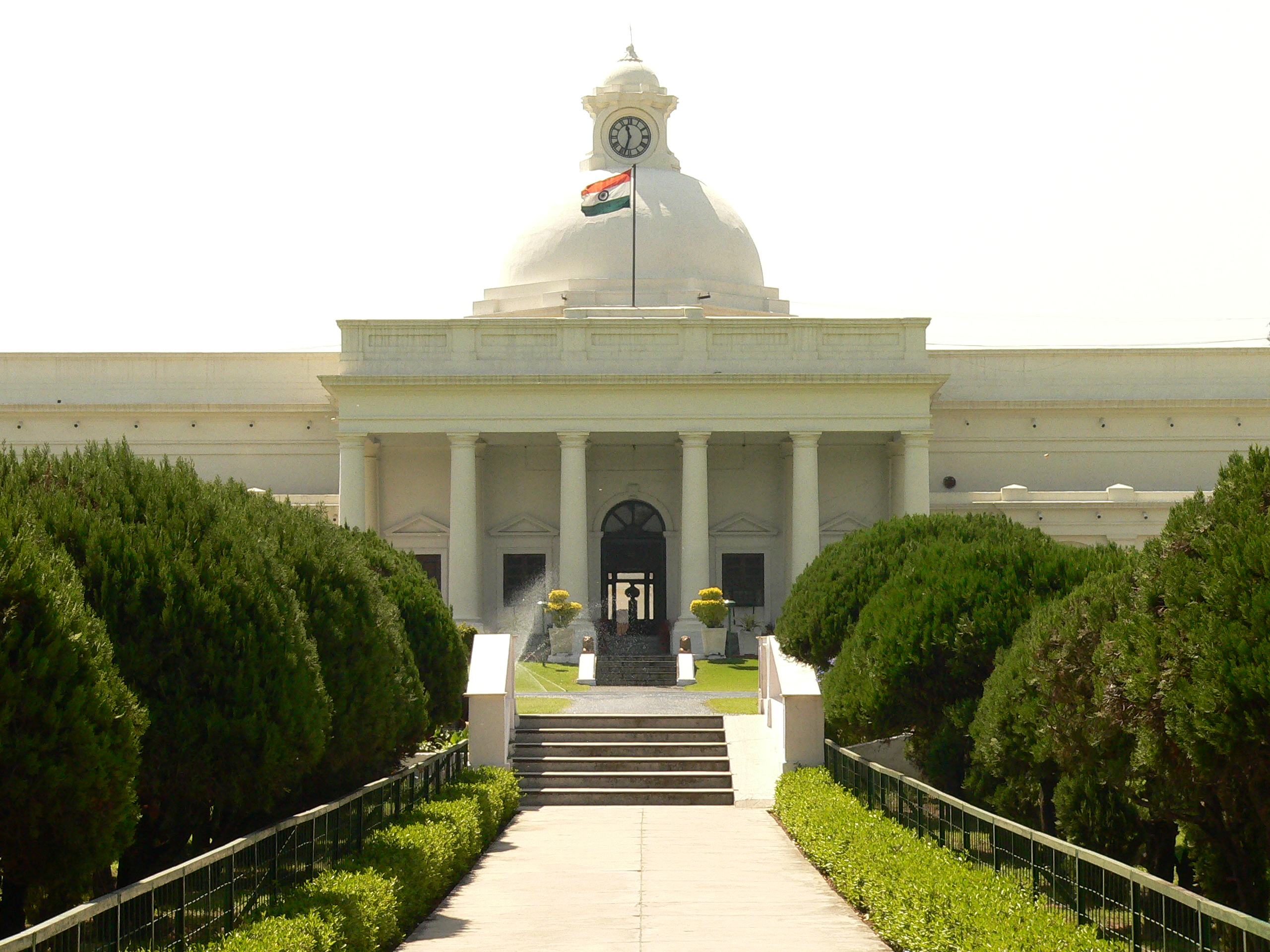
Institut indien de technologie, Roorkee

 L'UGC possède des centres interuniversitaires à dans plusieurs endroits en Inde pour promouvoir la recherche commune, comme le Centre des sciences nucléaires à l'Université Jawaharlal Nehru, New Delhi . En outre, il existe des collèges britanniques tels que l'institut technologique Harcourt Butler, situé à Kanpur, et l'université médicale King George située à Lucknow, qui représentent un important centre d'enseignement supérieur.
Outre ces instituts, les efforts visant à améliorer l'enseignement technique sont complétés par plusieurs sociétés d'ingénierie professionnelles reconnues comm :
1. Institution des ingénieurs (Inde)
2. Institution des ingénieurs civils (Inde)
3. Institution of Mechanical Engineers (Inde)
4. Institution de génie chimique (Inde)
5. Institution of Electronics and Tele-Communication Engineers (Inde)
6. Institut indien des métaux
7. Institution des ingénieurs industriels (Inde)
8. Institut des urbanistes (Inde)
9. Institut indien des architectes

qui mènent des examens d'ingénierie ou des examens techniques à différents niveaux pour les professionnels désireux d'améliorer leurs qualifications techniques.
Le nombre de diplômés sortant des collèges techniques passe à plus de 700 000 en 2011, contre 550 000 durant toute l'année 2010,. Cependant, selon une étude, 75 % des diplômés techniques et plus de 85 % des diplômés généraux n'ont pas les compétences nécessaires dans les industries mondiales les plus exigeantes et à forte croissance de l'Inde, telles que les technologies de l'information .Ces entreprises mondiales de haute technologie, dans le domaine des technologies de l'information, emploient directement ou indirectement environ 2,3 millions de personnes, moins de 1 % de la main-d'œuvre indienne. L'Inde offre l'un des plus grands bassins de diplômés techniquement qualifiés du monde. Compte tenu du grand nombre d'étudiants cherchant à obtenir une formation en ingénierie, en sciences et en mathématiques, l'Inde a pour défi de répondre à ces demandes tout en conservant la qualité ,

## Formation ouverte et à distance
Au niveau scolaire, le Board of Open Schooling and Skill Education, Sikkim, offre des possibilités de formation continue aux  personnes qui n'ont pas terminé leurs études. 1.4 million d'étudiants sont inscrits au niveau secondaire et secondaire supérieur du fait de cet enseignement . En 2012, divers gouvernements d'État introduisent « l'École ouverte d'État » pour fournir un enseignement à distance.
Au niveau de l'enseignement supérieur, l'Université nationale ouverte Indira Gandhi coordonne l'enseignement à distance. Il a un effectif cumulé d'environ 1,5 million, desservis par 53 centres régionaux et 1 400 centres d'études avec 25 000 conseillers. Le Conseil de l'Enseignement à Distance coordonne treize Universités Ouvertes d'Etat et 119 établissements de cours par correspondance dans les universités conventionnelles. Bien que les établissements d'enseignement à distance se soient développés à un rythme très rapide, la plupart de ces établissements nécessitent une amélioration de leurs normes et de leurs performances. De nombreux cours ont lieu tout en manquant des infrastructures adéquates, ce qui représente un défi
Plusieurs instituts d'enseignement et le ministère des ressources humaines mettent à disposition des élèves des cours en ligne.

### Éducation en ligne
En Inde, la formation à distance commence pendant la pandémie de COVID-19. Pourtant, seule une faible proportion de la population indienne a accès aux cours en ligne 

## Qualité

### Alphabétisation

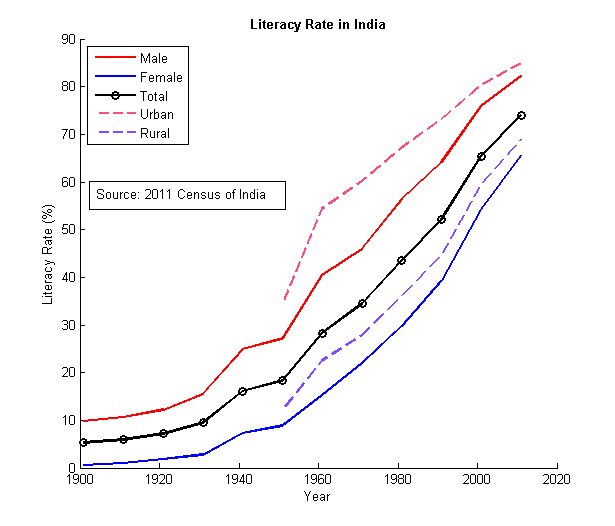
En Inde, l'alphabétisation augmente lentement jusqu'à l'indépendance en 1947. Une accélération du taux de croissance de l'alphabétisation se produit au cours de la période 1991-2001.

Selon le recensement de 2011, "toute personne âgée de plus de sept ans qui peut lire et écrire avec compréhension dans n'importe quelle langue est dite alphabétisée". Selon ce critère, l'enquête de 2011 retient le taux d'alphabétisation national à 74,04 % . Le taux d'alphabétisation des jeunes, mesuré dans le groupe d'âge des 15 à 24 ans, est de 81,1 % (84,4 % chez les hommes et 74,4 % chez les femmes), alors que 86 % des garçons et 72 % des filles sont alphabétisés dans les 10-19 ans.
Au sein des États indiens, le Kerala a le taux d'alphabétisation le plus élevé de 93,91 %, alors que le Bihar présente une moyenne de 61,8 % d'alphabétisation. Les statistiques de 2001 indiquaient que le nombre total d'« analphabètes absolus » dans le pays est de 304 millions. L'écart entre les sexes dans le taux d'alphabétisation est élevé, par exemple au Rajasthan, l'État avec le taux d'alphabétisation des femmes le plus bas en Inde  : ainsi, le taux d'alphabétisation moyen des femmes est de 52,66 % et le taux d'alphabétisation moyen des hommes est de 80,51 %, ce qui donne un écart entre les sexes de 27,85 % 

### Scolarisation
Malgré le taux global élevé de scolarisation dans l'enseignement primaire, la moitié des enfants ruraux âgés de dix ans ne sait pas lire au niveau de base, plus de 60 % ne sont pas en mesure d'effectuer une division  et la moitié abandonne à l'âge de 14 ans 
En 2009, deux États indiens, le Tamil Nadu et l'Himachal Pradesh, participent aux examens internationaux PISA qui sont administrés une fois tous les trois ans aux jeunes de quinze ans. Les deux États se classent vers les dernières places, devançant uniquement le Kirghizistan en termes de score et tombant de 200 points en dessous de la moyenne des pays de l'OCDE. Alors qu'immédiatement après, une controverse de courte durée sur la qualité de l'enseignement primaire en Inde eut lieu, l'Inde décida de ne pas participer au PISA pour 2012 ni pour 2015.
Alors que la qualité de l'enseignement public gratuit est en crise, la majorité des citadins pauvres optent pour les écoles privées. Dans certaines villes, on estime que les deux tiers de tous les étudiants fréquentent des établissements privés, beaucoup facturent l'équivalent de 2 dollars américains par mois.

### Effectif des écoles publiques
Officiellement, le ratio élèves/enseignant dans le système scolaire public pour l'enseignement primaire est de 35:1 . Cependant, l'absentéisme des enseignants en Inde est élevé, 25% ne se présentant jamais au travail. La Banque mondiale estime que le coût des seuls salaires payés aux enseignants de NO-Show qui n'ont jamais été au travail est de 2 USD milliards par an.
Une étude sur les enseignants réalisée par Kremer révèle que 25 % des enseignants du secteur privé et 40 % des travailleurs médicaux du secteur public furent absents lors de l'enquête. Parmi les enseignants payés pour enseigner, les taux d'absence vont de 14,6 % dans le Maharashtra à 41,9 % dans le Jharkhand. Seul un directeur d'école publique sur près de 3 000 licencia un enseignant pour absence répétée. La même étude a révélé que "seule la moitié environ enseignaient, lors de visites inopinées dans un échantillon représentatif au niveau national d'écoles primaires publiques en Inde".

### Enseignement supérieur
Selon le rapport de l'enseignement supérieur en Inde, Questions liées à l'expansion, l'inclusion, la qualité et les finances, l'accès à l'enseignement supérieur mesuré en termes de taux brut de scolarisation passe de 0,7 % en 1950/1951 à 1,4 % en 1961. En 2006/2007, le TBS passe à environ 11 %. En 2012, il franchit 20%.
Selon une enquête menée par All India Survey on Higher Education publiée par le ministère du Développement des ressources humaines, le Tamil Nadu, qui a le taux brut de scolarisation (TBS) le plus élevé du pays, enregistra une augmentation de 2,6% pour prendre TBS à 46,9 % en 2016-2017.

### Enseignement professionnel
Une estimation optimiste de 2008 est que seul un demandeur d'emploi sur cinq en Inde avait déjà suivi un enseignement professionnel. Cette donnée devrait augmenter du fait de réformes éducatives, notamment la mise en place de matières professionnelles dans les classes 9e et 11e, bien que ce changement soit facultatif pour les écoles. Plusieurs d'entre elles le réalisent.

### Activités extra-scolaires
Parmi les activités extrascolaires, on compte notamment les sports, les arts, le scoutisme.

## Problématiques

### Équipements
Selon le rapport de l'enquête annuelle sur l'éducation de 2016, 3,5% des écoles en Inde n'ont pas de toilettes alors que seulement 68,7% des écoles avaient des toilettes utilisables. 75,5% des écoles sondées ont une bibliothèque en 2016, une baisse par rapport à 78,1% en 2014. Le pourcentage d'écoles équipées de toilettes séparées pour les filles passe de 32,9% en 2010 à 61,9% en 2016. 74,1% des écoles ont des installations d'eau potable et 64,5% des écoles ont une aire de jeux.

### Problématiques liées aux programmes
L'éducation moderne en Inde est souvent critiquée pour être fondée sur l'apprentissage par cœur plutôt que sur la résolution de problèmes. New Indian Express déclare que le système d'éducation indien semble produire des zombies : dans la plupart des écoles, les étudiants semblaient passer la majorité de leur temps à se préparer aux concours plutôt qu'à apprendre ou à jouer. BusinessWeek critique le programme indien, affirmant qu'il tourne autour de l'apprentissage par cœur  et ExpressIndia suggère que les étudiants se concentrent sur le bachotage. Préscolaire pour les droits de l'enfant déclare que près de 99% des écoles maternelles n'ont aucun programme d'études. De plus, dans beaucoup d'institutions, la créativité n'est pas valorisée
La vision britannique de la connaissance du XIXe siècle met l'accent sur les objectifs individuels, scientifiques, universels et moraux de l'éducation avant les objectifs sociaux et culturels. Ce point de vue combiné à la construction coloniale de la société indienne, conçue pour préserver l'avance idéologique de l'Empire après 1857, contribue à façonner le programme scolaire officiel du XIXe siècle. Le rejet du projet de loi nationaliste Gopal Krishna Gokhale (1911) visant à rendre l'enseignement primaire gratuit et obligatoire par l'administration coloniale et l'élite éduquée en anglais et souvent de la caste supérieure contribue à soutenir un programme d'études axé sur les objectifs coloniaux. Holmes et McLean (1989) soutiennent qu'en dépit des tensions entre la conception coloniale de l'éducation et les objectifs postcoloniaux nationalistes de l'éducation, l'essentialisme britannique développe des racines inattaquables en Inde en partie parce que « les valeurs coloniales coïncidaient avec celles des traditions indigènes ». (Batra p. 2015)

### Éducation rurale

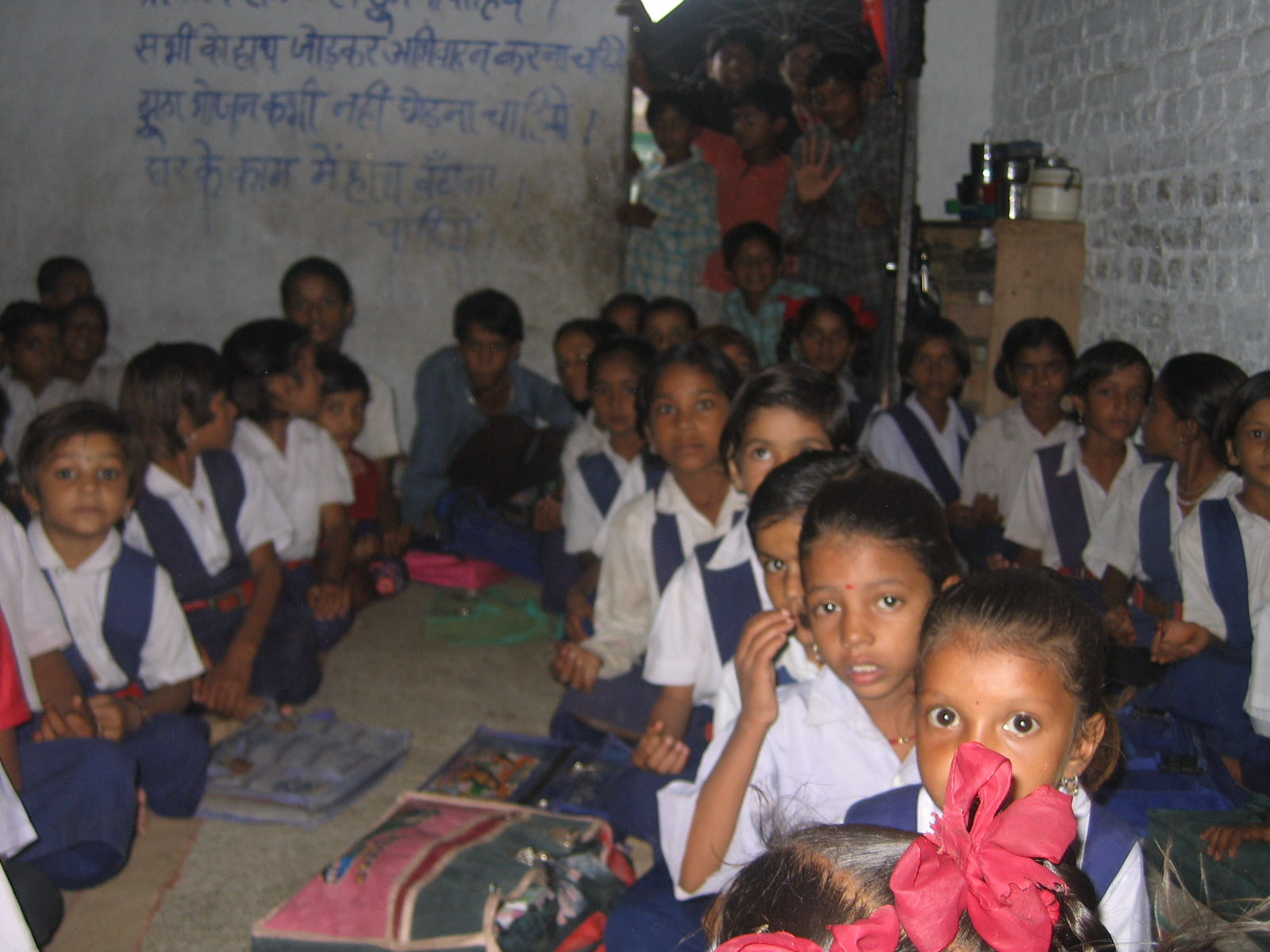
Ecole primaire dans un village du Madhya Pradesh

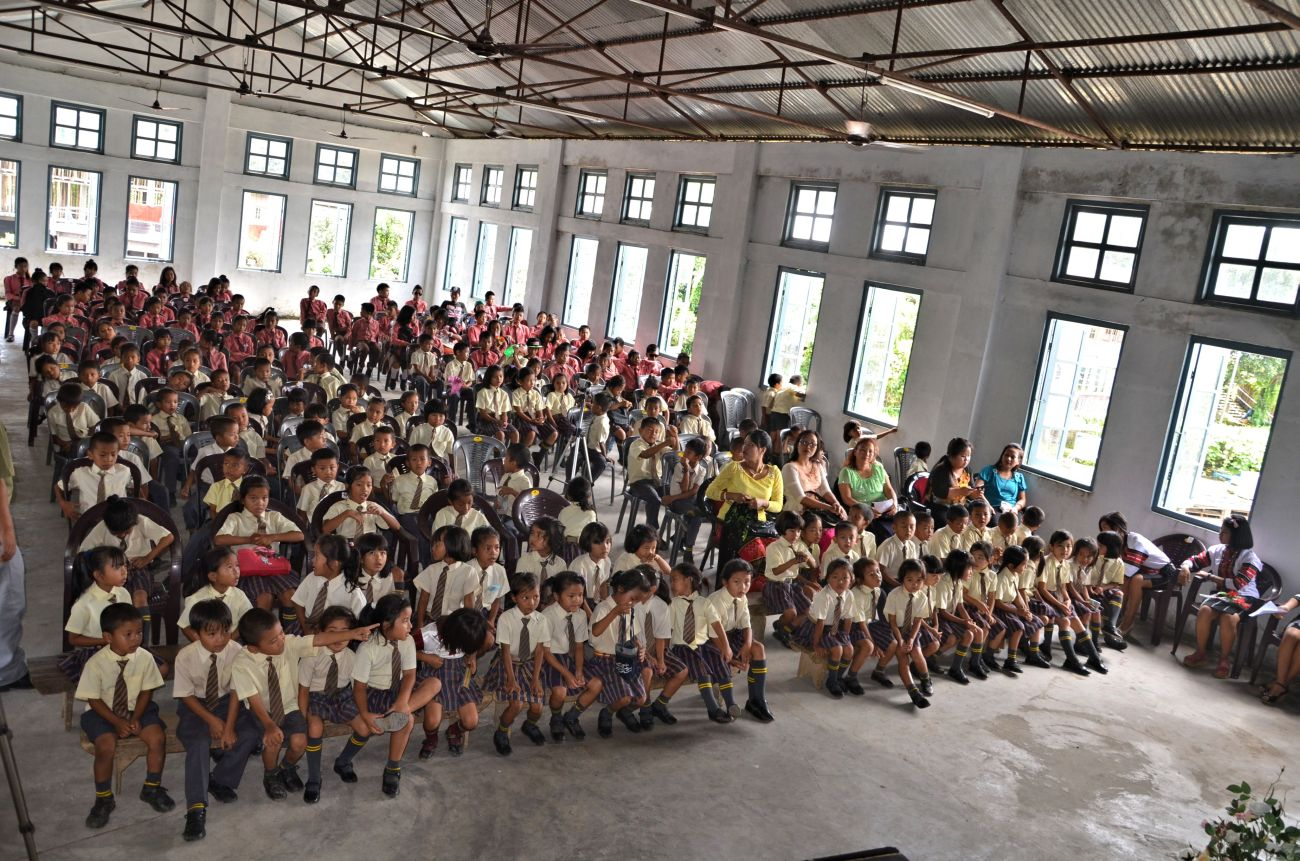
Des écoliers indiens du Mizoram

Après l'indépendance, l'Inde considère l'éducation comme un outil efficace pour produire un changement social à travers le développement communautaire. Le contrôle administratif est initié dans les années 1950, lorsque, en 1952, le gouvernement regroupe les villages sous un bloc de développement communautaire, une autorité sous programme national qui pouvait contrôler l'éducation dans jusqu'à cent villages. Un agent de développement de blocs supervisait une zone géographique de 390 km2  qui peut contenir une population de 70 000 personnes.
Setty et Ross élaborent des programmes pouvant être fondés sur la société, l'individu ou mixtes : «Les programmes de développement communautaire comprennent l'agriculture, l'élevage, la coopération, les industries rurales, le génie rural (comprenant l'irrigation mineure, les routes, les bâtiments), la santé et l'assainissement, y compris le bien-être de la famille, le planning familial, le bien-être des femmes, les soins et la nutrition des enfants, l'éducation, y compris l'éducation des adultes, l'éducation sociale et l'alphabétisation, le bien-être des jeunes et l'organisation communautaire. Dans chacun de ces domaines de développement, il existe plusieurs programmes, schémas et activités qui s'ajoutent, s'étendent et se réduisent progressivement pour couvrir l'ensemble de la communauté, certains segments ou des populations cibles spécifiques telles que les petits agriculteurs et les agriculteurs marginaux, les artisans, les femmes et, en général, les personnes en dessous du seuil de pauvreté. »
Malgré quelques revers, les programmes d'éducation rurale se poursuivent tout au long des années 1950, avec le soutien d'institutions privées. Un important réseau d'éducation rurale est mis en place lors de la création du Gandhigram Rural Institute et 5 200 blocs de développement communautaire sont créés en Inde. Des écoles maternelles, des écoles primaires, des écoles secondaires et des écoles d'éducation des adultes pour les femmes sont créées
Dans certains cas, le manque de financement compense les gains réalisés par les instituts d'éducation rurale de l'Inde. Certaines idées ne sont pas acceptées par les pauvres de l'Inde et les investissements consentis par le gouvernement ne donnent parfois que peu de résultats. Les écoles rurales publiques restent mal financées et manquent de personnel. Plusieurs fondations, telles que la Fondation pour le développement rural (Hyderabad), construisent des écoles rurales de haute qualité, mais le nombre d'élèves desservis est faible.
L'éducation en Inde rurale est évaluée différemment de celle en milieu urbain. Les taux d'achèvement sont inférieurs. Un sex-ratio déséquilibré existe au sein des écoles avec 18% d'hommes obtenant un diplôme d'études secondaires contre seulement 10% de femmes. C'est la plus grande concentration dans le monde de jeunes qui ne se sont pas inscrits à l'école,,,.

### Éducation féminine

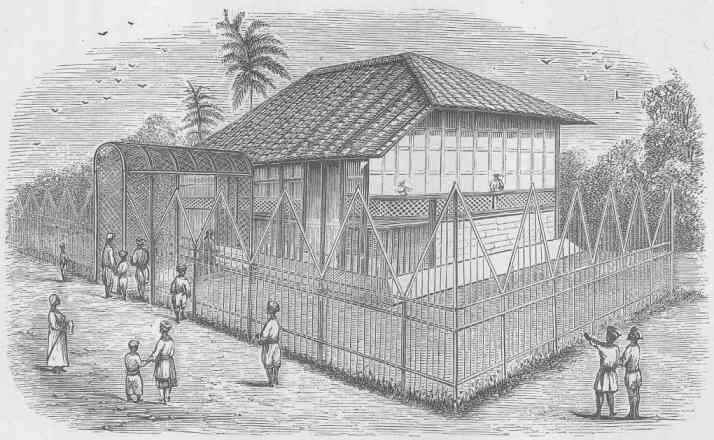
London Mission Bengali Girls' School, Calcutta (LMS, 1869, p.12)

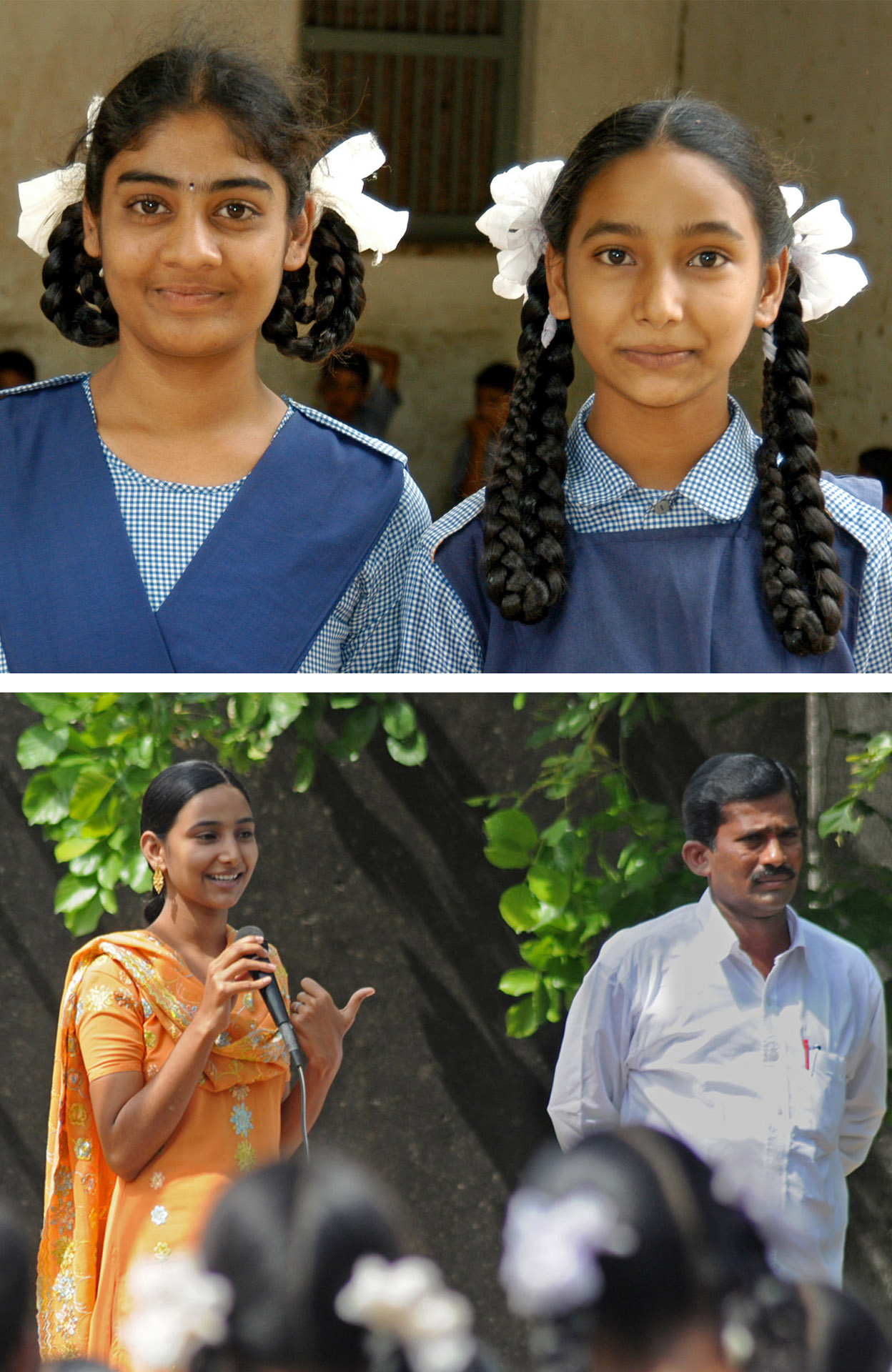
Filles de l'école rurale de Kalleda, Andhra Pradesh.

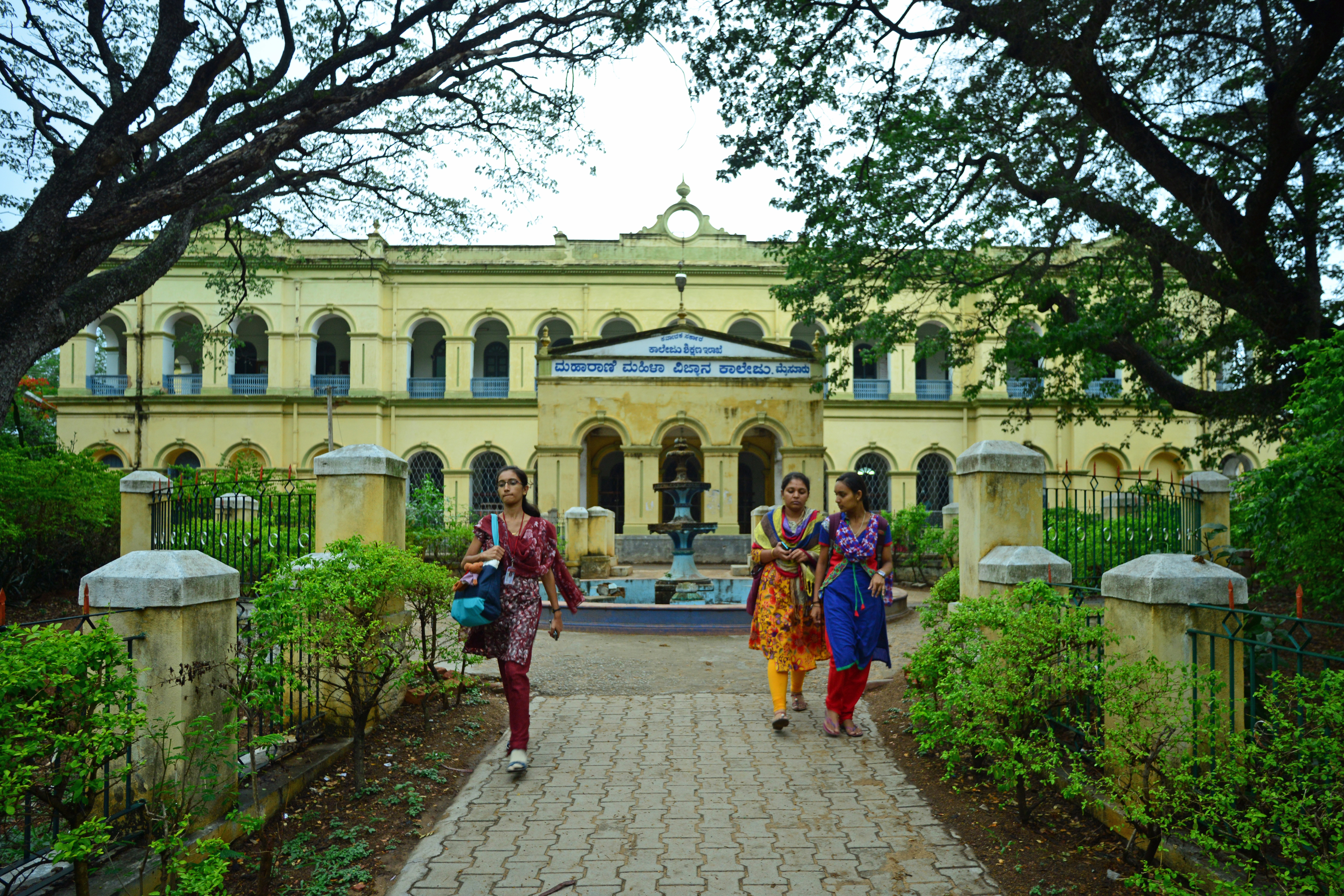
Collège Maharanis pour femmes, Mysore, Inde.

Le taux d'alphabétisation est plus faible chez les femmes que chez les hommes. Le taux d'inscription est plus bas, celui d'abandon plus élevé. Le cadre de la famille indienne, patriarcal confère moins de droits et un statut moins élevé aux filles . Les attitudes culturelles conservatrices empêchent certaines filles d'aller à l'école . En outre, les femmes instruites de la classe supérieure sont moins susceptibles que les femmes non instruites de la classe inférieure d'entrer sur le marché du travail. Elles choisissent de rester à la maison en raison des normes traditionnelles, culturelles et religieuses
Le nombre de femmes alphabétisées parmi la population féminine de l'Inde se situe entre 2 et 6%, du Raj britannique jusqu'à la formation de la République de l'Inde en 1947. Des efforts concertés conduisent à une amélioration de 15,3 % en 1961 à 28,5 % en 1981. En 2001, l'alphabétisation des femmes dépasse 50 % de la population féminine globale, bien que ces statistiques soient encore très faibles par rapport aux normes mondiales et  à l'alphabétisation des hommes en Inde . Le gouvernement indien lance la mission Saakshar Bharat pour l'alphabétisation des femmes, qui vise à réduire de moitié l'analphabétisme féminin par rapport à son niveau actuel.
Sita Anantha Raman décrit les progrès de l'éducation des femmes en Inde : «Depuis 1947, le gouvernement de l'Inde tente de fournir des mesures incitatives pour que les filles fréquentent l'école, par des programmes de repas de midi, des livres gratuits, et des uniformes. Cet élan de bien-être augmenta le nombre d'inscriptions, surtout entre 1951 et 1981. En 1986, la politique nationale d'éducation décida de restructurer l'éducation en phase avec la situation sociale de chaque Etat, et dans un but national plus large. Cette politique insiste sur le fait que l'éducation est nécessaire à la démocratie et au progrès de la condition des femmes.La nouvelle politique visait le changement social par la révision des textes et des programmes scolaires, l'augmentation du financement des écoles, l'accroissement du nombre d'écoles et l'amélioration des politiques. L'accent était mis sur l'expansion des centres professionnels pour filles et de l'enseignement primaire, de l'enseignement secondaire et supérieur, et des institutions rurales et urbaines. Le rapport tentait d'établir un lien entre des problèmes tels que la faible fréquentation scolaire et la pauvreté, et la dépendance des filles pour les travaux ménagers et la garde des frères et sœurs. La Mission nationale d'alphabétisation a également travaillé avec des tutrices dans les villages. Bien que l'âge minimum du mariage soit désormais de 18 ans pour les filles, beaucoup continuent à se marier beaucoup plus tôt. Par conséquent, au niveau secondaire, les taux d'abandon scolaire des filles sont élevés. »
Sita Anantha Raman mentionne aussi que même si la main-d'œuvre indienne instruite maintient son professionnalisme, les hommes sont plus nombreux dans plusieurs domaines et, dans certains cas, reçoivent un revenu supérieur à poste égal
Plusieurs études prouvent qu'un niveau inférieur de taux d'alphabétisation des femmes entraîne des niveaux plus élevés de fécondité et de mortalité infantile, une mauvaise nutrition, un potentiel de gain inférieur et le manque de capacité à prendre des décisions au sein d'un ménage. Une enquête menée en Inde confirme le fait que le taux de mortalité infantile est inversement lié au taux d'alphabétisation des femmes et au niveau d'éducation. L'enquête suggère également une corrélation entre éducation et croissance économique.
En Inde, il existe une grande disparité entre les taux d'alphabétisation des femmes dans les différents États. L'État du Kerala a le taux d'alphabétisation des femmes le plus élevé (91,98 %) tandis que le Rajasthan a le taux d'alphabétisation des femmes le plus bas (52,66% ,). Ce résultat correspond aux niveaux de santé des États, le Kerala ayant une espérance de vie moyenne à la naissance de 74,9 ans, tandis que l'espérance de vie moyenne à la naissance du Rajasthan est de 67,7 ans.
En Inde, l'enseignement supérieur est défini comme l'éducation d'un groupe d'âge entre 18 et 24 ans et est financé par le gouvernement. Les inscriptions de femmes représentent 24 à 50 % des inscriptions dans l'enseignement supérieur. Seul un tiers des étudiants en sciences et 7 % des étudiants en ingénierie sont des femmes. Cependant, plus de la moitié des étudiants en éducation sont des femmes.

### Accréditation
En janvier 2010, le gouvernement de l'Inde choisit de retirer le statut d'université réputée à quarante-quatre institutions. Dans sa déclaration sous serment, il affirme que les considérations académiques ne sont pas prises en compte par la direction de ces institutions et qu'"elles étaient gérées comme des fiefs familiaux"
En février 2009, la University Grant Commission découvre trente-neuf fausses institutions opérant en Inde.

### Formation des employeurs
En Inde, seuls 10 % des fabricants proposent une formation continue à leurs employés, contre plus de 90 % en Chine.

### Carrières d'enseignants

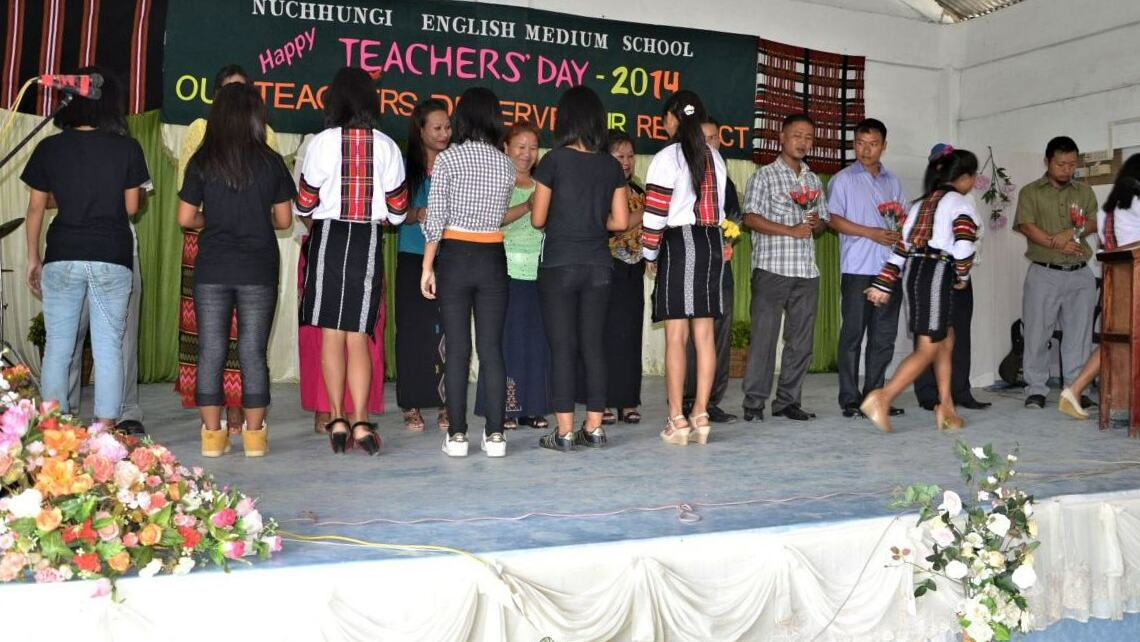
Nuchhungi English Medium School Hnahthial Lunglei Mizoram le jour des enseignants

Dans le système éducatif indien, les critères de réussite d'un enseignant sont peu définis. Il peut s'agir de la réussite des élèves, du  nombre d'années d'expérience en enseignement, qui ne correspondent pas nécessairement aux compétences d'un enseignant. La direction d'un établissement peut ainsi être contrainte de promouvoir les enseignants en fonction du niveau scolaire qu'ils enseignent ou de leur ancienneté . Ainsi, soit un enseignant du primaire est promu à une classe supérieure, soit un enseignant est promu pour assumer d'autres rôles au sein de l'institution, tels que chef de département, coordinateur, directeur adjoint ou directeur. Cependant, les aptitudes et compétences requises pour chacun d'eux varient et un bon enseignant peut ne pas être bon gestionnaire. Les enseignants n'entreprennent souvent aucun développement professionnel. Ainsi, un défi est d'identifier un cadre pour aider un enseignant à tracer un cheminement de carrière fondé sur ses propres compétences et l'aider à comprendre son propre développement.

### Coaching

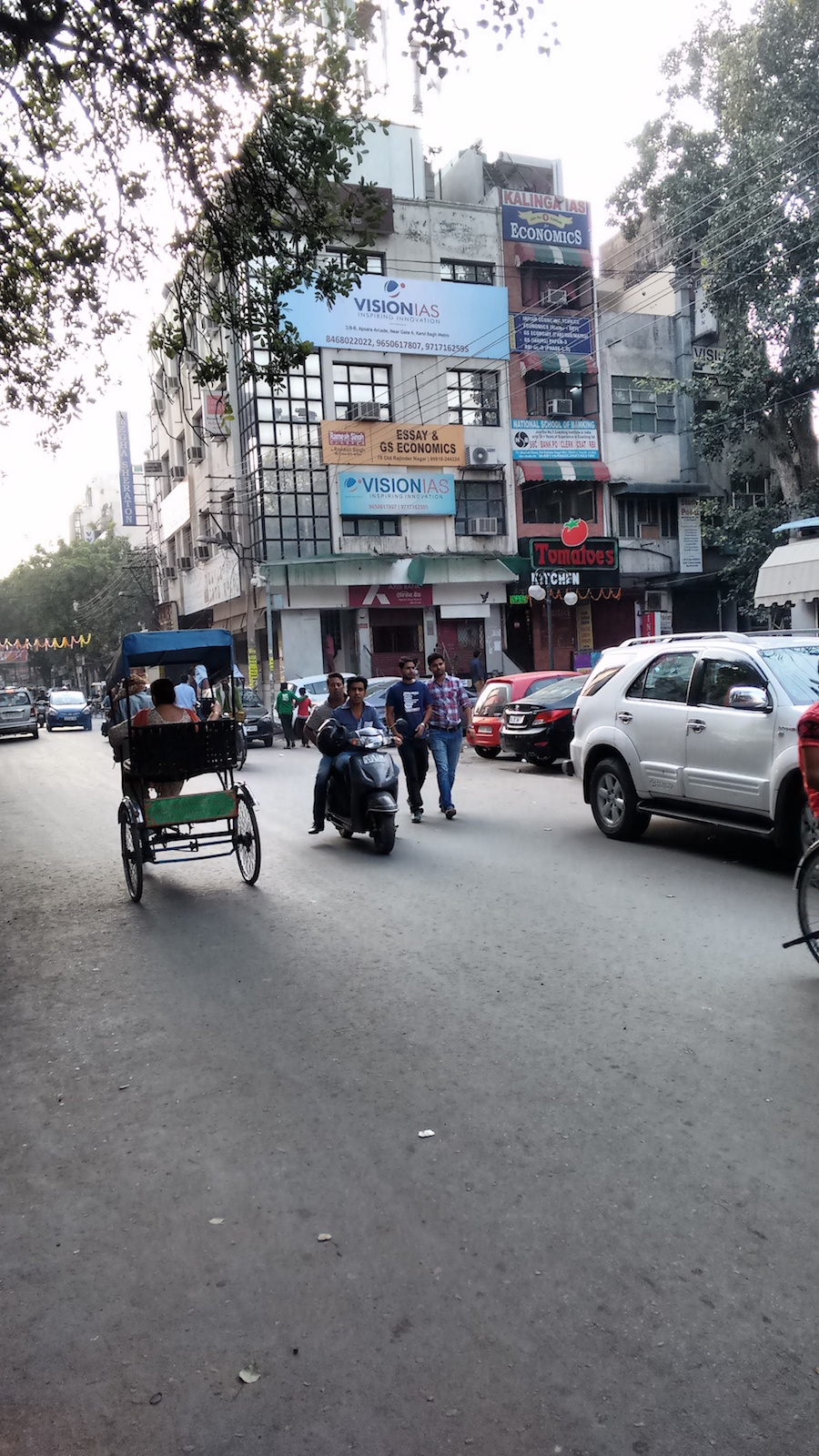
Old Rajinder Nagar Delhi

La concurrence accrue pour être admis dans des collèges réputés donne naissance à des instituts de coaching privés en Inde, qui préparent les étudiants aux concours d'entrée aux métiers de l'ingénieur, de la médecine, du MBA, du SAT, du GRE, de la banque. Il existe aussi des instituts de coaching qui enseignent des matières comme l'anglais pour l'emploi en Inde et à l'étranger.
Il existe des instituts de coaching en ligne et hors ligne. Dans les villes métropolitaines de niveau 2, le coaching en ligne augmente 
Une enquête menée en 2013 par ASSOCHAM avait prédit que la taille de l'industrie du coaching privé atteindrait 40 $ milliards (à petite échelle) en 2015.
Kota, au Rajasthan, est la principale ville du secteur de l'entraînement à l'entrée des facultés d'ingénierie et de médecine Au Pendjab, la langue anglaise est enseignée par des instituts de coaching pour les candidats étrangers aux visas afin d'obtenir le bon score IELTS pour leurs candidatures. Pour participer à ces examens, le Centre et certains gouvernements d'État offrent également un encadrement gratuit aux étudiants, en particulier aux étudiants issus de communautés minoritaires
Les cours de coaching sont blâmés pour la négligence de l'éducation scolaire par les étudiants. Des éducateurs tels qu'Anandakrishnan critiquent le coaching pour soumettre les étudiants à un stress mental ; de plus, les frais de coaching ajoutent au fardeau financier des parents. Ces éducateurs estiment que si un bon système scolaire est mis en place, les enfants ne devraient pas avoir besoin d'un encadrement supplémentaire pour passer un concours.

### Corruption dans l'éducation
La corruption dans le système éducatif indien érode la qualité de l'éducation et pèse sur la société. La corruption éducative en Inde est considérée comme l'un des principaux contributeurs au marché noir . En 2021, l'Université Manav Bharti, privée, est accusée d'avoir vendu des dizaines de milliers de diplômes pendant une décennie.
« La corruption nuit aux pauvres de manière disproportionnée – en détournant des fonds destinés au développement, en sapant la capacité d'un gouvernement à fournir des services de base, en alimentant l'inégalité et l'injustice, et en décourageant l'investissement et l'aide étrangers » (Kofi Annan, dans sa déclaration sur l'adoption de la Convention des Nations unies contre la corruption par l'Assemblée générale, NY, novembre 2003).

### Inflation des notes
L'inflation des notes constitue un problème dans l'enseignement secondaire indien. Dans le CBSE, un agrégat de 95 % est vingt-et-une fois plus répandu aujourd'hui qu'en 2004, et de 90 % près de neuf fois plus répandu. Le CBSE convoque une réunion des 40 conseils scolaires au début de 2017 pour les exhorter à mettre fin à « l'augmentation artificielle des notes ». CBSE décide de montrer l'exemple et promet de ne pas gonfler ses résultats. Mais bien que les résultats de 2017 soient légèrement corrigés, cette pratique n'est pas abandonnée. Près de 6,5 % des candidats en mathématiques en 2017 ont obtenu 95 ou plus – 10 fois plus qu'en 2004 – et près de 6 % des candidats en physique ont obtenu 95 ou plus, soit 35 fois plus qu'en 2004,.

## Initiatives

### Participation du gouvernement central

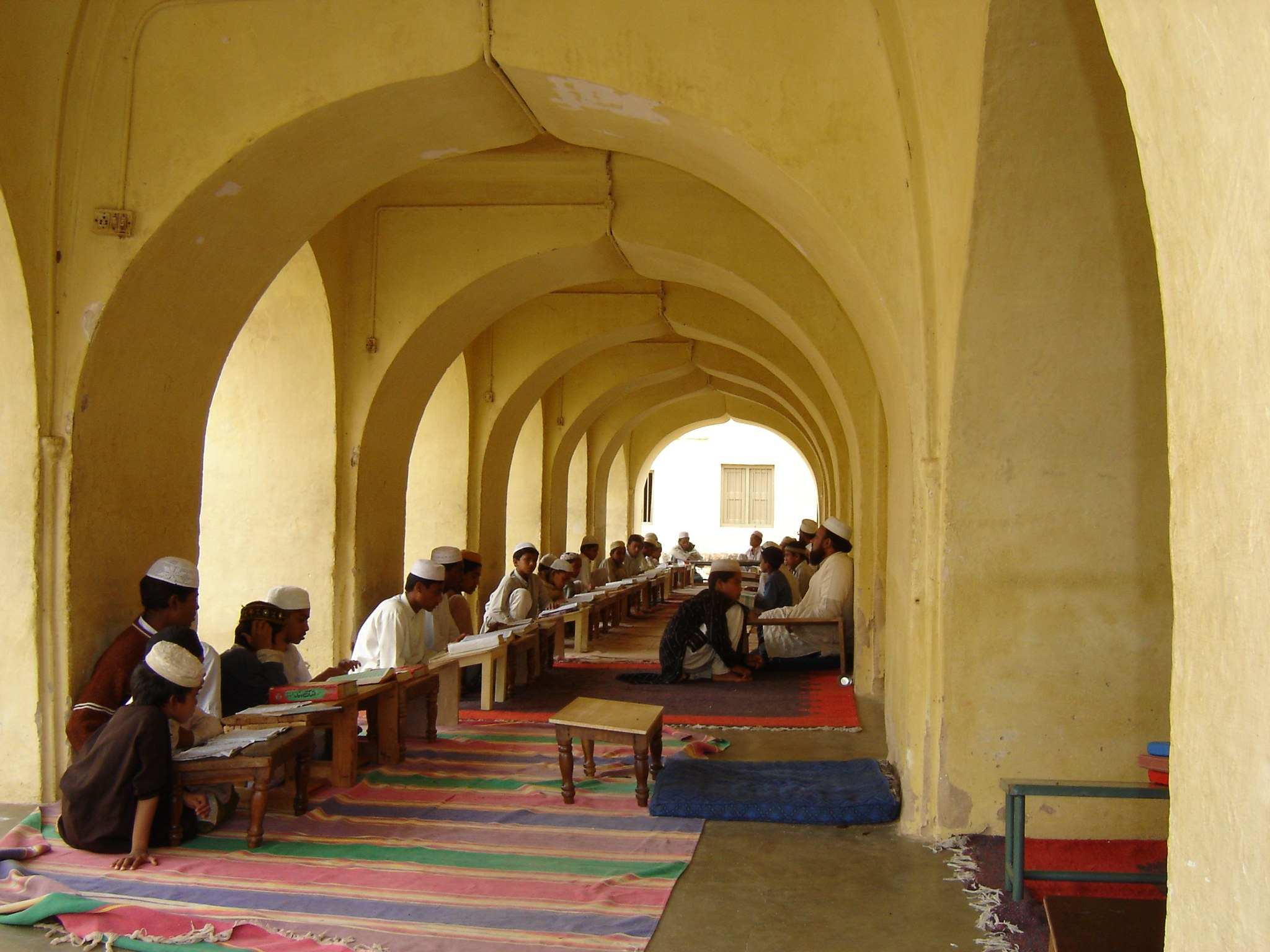
La madrasah de la mosquée Jamia Masjid à Srirangapatna.

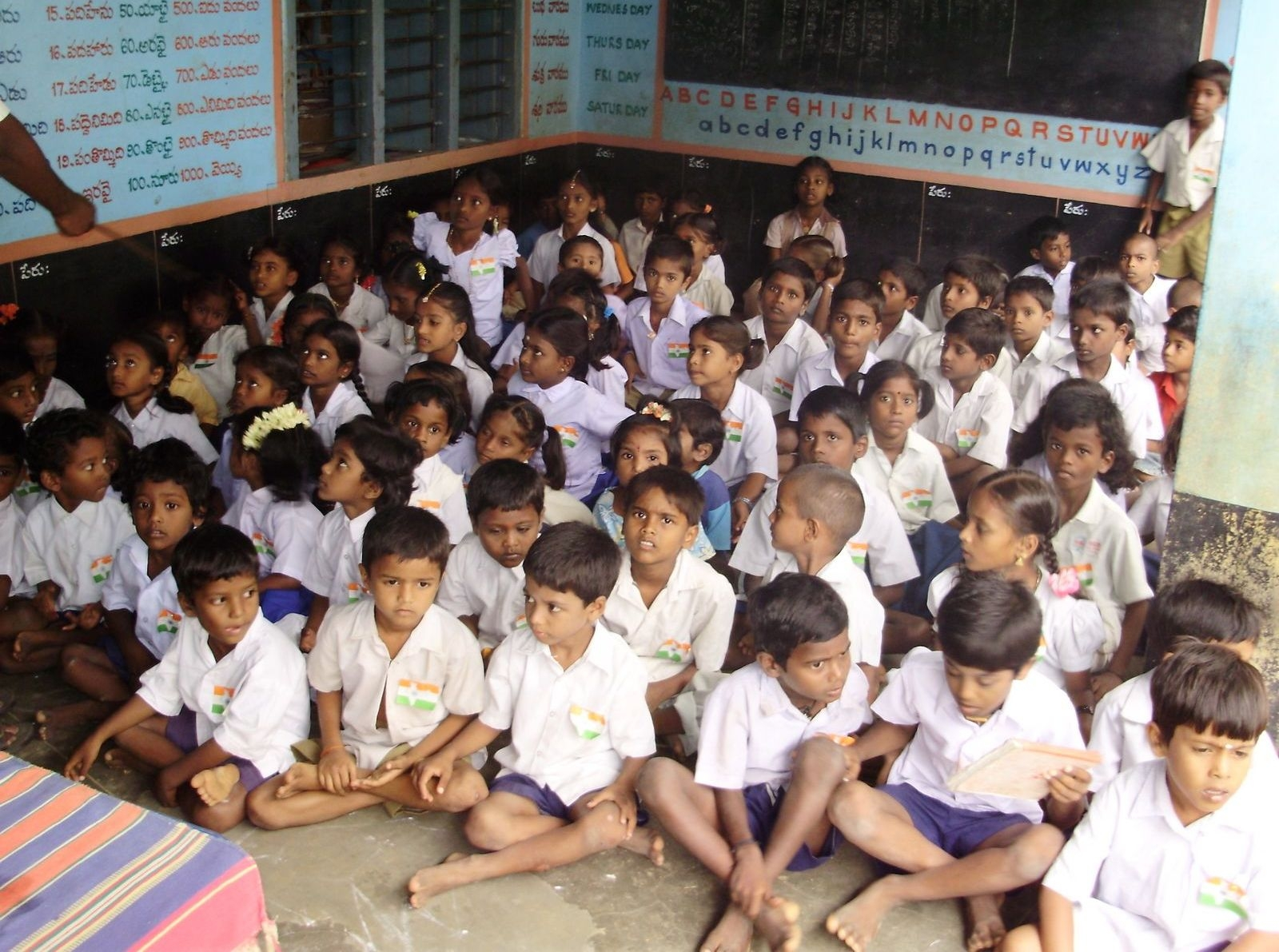
École primaire de Chittoor. Cette école fait partie du projet 'Paathshaala'. L'école éduque 70 élèves.

Après l'indépendance de l'Inde, plusieurs  règles sont formulées pour les castes répertoriées et les tribus répertoriées de l'Inde. En 1960, une liste identifiant 405 castes répertoriées et 225 tribus répertoriées est publiée par le gouvernement central. Une modification est apportée à la liste en 1975, qui identifie 841 castes répertoriées et 510 tribus répertoriées. Le pourcentage total de castes répertoriées et de tribus répertoriées combinées est de 22,5 %, les castes répertoriées représentant 17 % et les tribus répertoriées représentant les 7,5 % restants . À la suite du rapport, de nombreuses castes et tribus répertoriées se sont de plus en plus appelées Dalit, une terminologie de la langue marathi employée par BR Ambedkar qui signifie littéralement « opprimé ».
Les castes et tribus répertoriées sont prises en compte dans de nombreux programmes éducatifs de l'Inde . Des réservations spéciales sont aussi prévues pour les castes et tribus répertoriées en Inde, par exemple une réservation de 15 % à Kendriya Vidyalaya pour les castes répertoriées et une autre réservation de 7,5% à Kendriya Vidyalaya pour les tribus répertoriées. Des réserves similaires sont détenues par les castes et tribus répertoriées dans de nombreux programmes et établissements d'enseignement en Inde. Les régions éloignées du nord-est de l'Inde sont couvertes par le pool central de ressources non lasibles (NLCPR) depuis 1998-1999. Le NLCPR vise à fournir des fonds pour le développement des infrastructures dans ces zones reculées.
Les femmes des régions éloignées et sous-développées ou des groupes sociaux plus faibles de l'Andhra Pradesh, de l'Assam, du Bihar, du Jharkhand, du Karnataka, du Kerala, du Gujarat, de l'Uttar Pradesh et de l'Uttarakhand, relèvent du Mahila Samakhya Scheme, lancé en 1989 . Outre des dispositions pour l'éducation, ce programme vise également aussi à sensibiliser en organisant des réunions et des séminaires au niveau rural. Le gouvernement permet à ₹₹  cours de la période 2007-08 pour mener à bien ce programme dans 83 districts comprenant plus de 21 000 villages.
Ce programme comprend des activités éducatives et sociales et la reconnaissance des enfants ayant un talent marqué pour un volet éducatif particulier. Plusieurs programmes et d'activités sont organisés dans le cadre de ce projet, qui implique également des échanges culturels et la participation à plusieurs forums internationaux.
Les minorités indiennes, en particulier celles considérées comme « arriérées sur le plan de l'éducation » par le gouvernement, sont prévues dans l'amendement de 1992 de la politique nationale indienne sur l'éducation (NPE). Dans le cadre de son programme d'action révisé (1992), le gouvernement lance un programme intensif de zone pour les minorités arriérées sur le plan de l'éducation et le programme d'aide financière ou de modernisation de l'éducation de Madarsa. Ces deux programmes sont lancés à l'échelle nationale en 1994. En 2004, le parlement indien adopte une loi autorisant les établissements d'enseignement des minorités à rechercher des affiliations universitaires s'ils respectaient les normes requises.
Le ministère des Ressources humaines et du Développement du gouvernement indien, en collaboration avec le ministère de l'Électronique et des technologies de l'information, lance un portail national des bourses d'études pour permettre aux étudiants indiens d'accéder aux bourses d'études nationales et étatiques fournies par diverses autorités gouvernementales. En tant que projet dans le cadre du plan national de gouvernance électronique, le service en ligne recrute chaque année plus de programmes de bourses 50, y compris les bourses renommées du ministère des Affaires des minorités pour les études post-matricielles et pré-matriculaires. Au cours de l'année universitaire 2017-2018, les bourses MOMA facilitent les études de 116,452 étudiants avec des bourses d'une valeur de 3165,7 millions. La bourse nationale continue de recruter des programmes de bourses gérés par l'AICTE (All India Council for Technical Education), l'UGC (University Grants Commission) et les gouvernements des États respectifs.

### Cadre législatif
L'article 45 de la Constitution de l'Inde stipule à l'origine : « L'État s'efforcera d'assurer, dans un délai de dix ans à compter de l'entrée en vigueur de la présente Constitution, l'éducation gratuite et obligatoire de tous les enfants jusqu'à ce qu'ils atteignent l'âge de quatorze ans.»
Cet article étant un principe directeur en Inde, il doit être suivi comme ensemble de règles, dans l'esprit, et le gouvernement ne peut être poursuivi s'il n'est pas suivi à la lettre . Cependant, l'application de ce principe directeur devient sujet de débat car ce principe a une valeur émotive et pratique évidente, et est légalement le seul principe directeur dans la constitution indienne à avoir une limite de temps.
À la suite d'initiatives de la Cour suprême de l'Inde au cours des années 1990, le 93e projet de loi d'amendement suggère trois amendements distincts à la constitution indienne :
La constitution de l'Inde est modifiée pour inclure un nouvel article, 21A, qui se lit comme suit : « L'État assure un enseignement gratuit et obligatoire à tous les enfants âgés de six à quatorze ans, selon les modalités qu'il détermine par la loi. »
Il fut proposé de remplacer l'article 45 par l'article suivant : «Protection et éducation de la petite enfance pour les enfants âgés de moins de six ans : L'État s'efforce d'offrir des soins et une éducation à la petite enfance à tous les enfants jusqu'à ce qu'ils atteignent l'âge de seize ans.»
Un autre article, 51A, doit en plus compter la clause : « ...un parent ou un tuteur [doit] offrir des possibilités d'éducation à son enfant ou, selon le cas, à son pupille âgé de six à quatorze ans. »
Le projet de loi est adopté à l'unanimité par la Lok Sabha, chambre basse du parlement indien, le 28 novembre 2001 . Il est ensuite adopté par la chambre haute, la Rajya Sabha, le 14 mai 2002 . Après avoir été signée par le président indien, la constitution indienne est officiellement amendée pour la quatre-vingt-sixième fois et le projet de loi entre en vigueur. Depuis l'adoption de ce projet de loi, les enfants âgés de 6 à 14 ans ont un droit fondamental à l'éducation.
D'après l'article 46 de la Constitution de l'Inde : « L'État doit promouvoir, avec un soin particulier, l'éducation et les intérêts économiques des sections les plus faibles du peuple, et notamment des castes et tribus répertoriées, et les protéger contre l'injustice sociale et toutes les formes d'exploitation sociale. »
Il existe d'autres dispositions pour castes et tribus répertoriées dans les articles 330, 332, 335, 338-342, ainsi que dans les cinquième et sixième annexes de la Constitution

### Dépenses du gouvernement central pour l'éducation
Dans le cadre du dixième plan quinquennal (2002-2007), le gouvernement central de l'Inde définit une dépense de 65,6 % de son budget total de l'éducation, soit ₹ 288 milliards sur l'enseignement élémentaire ; 9,9% soit ₹ 43,25 milliards  sur l'enseignement secondaire; 2,9% soit ₹ 12,5 milliards  sur l'éducation des adultes ; 9,5% soit ₹ 41,77 milliards  sur l'enseignement supérieur; 10,7% soit ₹ 47 milliards  sur l'enseignement technique; et les 1,4% restants (₹ 6240000000)  sur divers programmes d'éducation
En 2011 et 2012, le gouvernement central de l'Inde alloue  38 957 crore pour le Département de l'éducation scolaire et de l'alphabétisation, principal département chargé de l'enseignement primaire en Inde. Au sein de cette allocation, une part majoritaire de  21 000 crore, est réservée au programme phare « Sarva Siksha Abhiyan ». Toutefois, l' allocation budgétaire de 210,000 millions  est considéré comme très faible compte tenu de la recommandation du Comité a officiellement nommé Bordia de  356,59 milliards pour l'année 2011-2012. Cette allocation plus élevée est nécessaire pour mettre en œuvre la législation « Loi sur le droit des enfants à l'éducation gratuite et obligatoire», 2009. Afin d'améliorer l'éducation en Inde, plusieurs annonces sont faites, par exemple  le National Common Minimum Program (NCMP) du gouvernement United Progressive Alliance (UPA). Selon ces annonces, il s'agit de : (a) Porter progressivement les dépenses d'éducation à environ 6 % du PIB. (b) Pour soutenir cette augmentation des dépenses d'éducation et pour améliorer la qualité de l'éducation, l'imposition d'une taxe sur l'éducation sur tous les impôts du gouvernement central aura lieu. (c) Veiller à ce que personne ne soit privé d'éducation en raison du retard économique et de la pauvreté. d) Faire du droit à l'éducation un droit fondamental pour tous les enfants âgés de 6 à 14 ans. (e) Universaliser l'éducation à travers ses programmes phares.
Pourtant, après cinq ans de mise en oeuvre du programme, peu de progrès sont constatés. Bien que le pays ait visé à consacrer 6 % de son PIB au secteur de l'éducation, la performance va en deçà des attentes. Les dépenses d'éducation passent de 0,64 % du PIB en 1951-1952 à 2,31 % en 1970-1971 et atteignent le pic de 4,26 % en 2000-2001, avant de retomber à 3.49% en 2004-2005. En proportion des dépenses publiques totales, il passe d'environ 11,1 % en 2000-2001 à environ 9,98 % sous le régime de l'UPA, même si idéalement, il devrait représenter environ 20 % du budget total. Une note d'orientation publiée par [Network for Social Accountability (NSA)]  intitulée « [NSA Response to Education Sector Interventions in Union Budget : UPA Rule and the Education Sector]  » fournit une révélation sur ce fait. En raison de la diminution de la priorité accordée à l'éducation dans le paradigme des politiques publiques en Inde,les dépenses privées consacrées à l'éducation augmentent de façon exponentielle. [Selon les informations disponibles, les dépenses privées de la classe ouvrière pour l'éducation de leurs enfants en Inde augmentent d'environ 1150 pour cent, soit environ 12,5 fois de 2010 à 2020].

### Citations
- (en) Cet article est partiellement ou en totalité issu de l’article de Wikipédia en anglais intitulé « Education in India » (voir la liste des auteurs).

1. ↑  Little et Lewin, « The policies, politics and progress of access to basic education », Journal of Education Policy, vol. 26, no 4,‎ 11 juillet 2011, p. 477–482 (ISSN 0268-0939, DOI 10.1080/02680939.2011.555004, lire en ligne)
2. ↑  NSO 2018.
3. ↑  Rajni Pathania, "Literacy in India: Progress and Inequality."
4. ↑  India achieves 27% decline in poverty, Press Trust of India via Sify.com, 12 September 2008
5. ↑  « All India Survey on Higher Education 2018-19 », Department of Higher Education (India) (consulté le 17 janvier 2021)
6. ↑  « Global Education » [archive du 8 décembre 2015], University Analytics (consulté le 10 décembre 2015)
7. ↑  (en) Kingdon, « The progress of school education in India », Oxford Review of Economic Policy, vol. 23, no 2,‎ 1er juin 2007, p. 168–195 (ISSN 0266-903X, DOI 10.1093/oxrep/grm015, lire en ligne)
8. ↑  « Indian education: Sector outlook » [archive du 24 septembre 2015] (consulté le 23 janvier 2014)
9. ↑  ASER-2018 RURAL, Annual Status of Education Report (Rural), India, ASER Centre, 2019, 47 p. (ISBN 9789385203015, lire en ligne)
10. ↑  Enrollment in schools rises 14% to 23 crore The Times of India (22 January 2013)
11. ↑  Sharath Jeevan & James Townsend, Teachers: A Solution to Education Reform in India Stanford Social Innovation Review (17 July 2013)
12. ↑  B.P. Khandelwal, « Examinations and test systems at school level in India », UNESCO, p. 100–114
13. ↑  Ramanuj Mukherjee, « Indian Education System: What needs to change? », Unlawyered
14. ↑  « HRD to increase nearly 25 pc seats in varsities to implement 10 pc quota for poor in gen category », The Economic Times,‎ 15 janvier 2019 (lire en ligne, consulté le 9 avril 2021)
15. ↑  « Maharashtra scraps Muslim quota », The Hindu,‎ 5 mars 2015 (lire en ligne, consulté le 14 juin 2015)
16. ↑  « Why supreme court is right in denying unethical pleasure to Maharashtra govt -Governance Now », Governance Now, 18 décembre 2014 (consulté le 3 septembre 2015)
17. ↑  « Jobs, education quota for Marathas, Muslims cleared » (consulté le 26 juin 2014)
18. ↑  « Maharashtra govt clears reservation for Marathas, Muslims » (consulté le 26 juin 2014)
19. ↑  Julien Bouissou, « L’Inde championne des faux diplômés », Le Monde,‎ 1er décembre 2015 (lire en ligne, consulté le 1er janvier 2025)
20. ↑  Garten, « Really Old School », The New York Times, 9 décembre 2006
21. ↑  Sharma, « Department of School Education & Literacy in India - MHRD », Meramaal Wiki, 17 août 2018 (consulté le 2 août 2019)
22. ↑  « New Education Policy 2020 Highlights: School and higher education to see major changes », Hindustan Times, 29 juillet 2020 (consulté le 30 juillet 2020)
23. 1 2  Chettiparambil-Rajan, « India: A Desk Review of the Mid-Day Meals Programme » [archive du 20 octobre 2013], juillet 2007 (consulté le 28 juillet 2013)
24. ↑  (en) Chopra, « Explained: Reading the new National Education Policy 2020 », The Indian Express, 2 août 2020 (consulté le 2 août 2020)
25. ↑  « National Education Policy, NEP 2020: Teaching in Mother Tongue Till Class 5: 10 Points On New Education Policy », NDTV, 29 juillet 2020 (consulté le 29 juillet 2020)
26. ↑  Kumar, « New education policy: The shift from 10+2 to 5+3+3+4 system », Times Now, 31 juillet 2020 (consulté le 9 août 2020)
27. ↑  (en) « Free Entry- Exit Options Introduced For Students in NEP 2020 », NDTV.com (consulté le 21 septembre 2020)
28. ↑  « National Policy on Education (with modifications undertaken in 1992) », National Council of Educational Research and Training (consulté le 10 décembre 2012)
29. ↑  Vyas, « 10+2+3: A Game of Numbers? », India Today, 30 juin 2012 (consulté le 10 décembre 2012)
30. ↑  Bamzai, « 1977-10+2+3 system of education: The new class structure », India Today, 24 décembre 2009 (consulté le 10 décembre 2012)
31. ↑  « Annex », Global Education Monitoring Report 2020,‎ 7 juillet 2020 (ISSN 2618-0693, DOI 10.18356/95f6f839-en, lire en ligne)
32. ↑  India 2009: A Reference Annual (53rd edition), 231
33. ↑  Blackwell, 94–95
34. ↑  Microsoft Word – Framework_Final_RMSA.doc.
35. ↑  Das et Deb, « Differences in Perception among Teachers about Rashtriya Madhyamik Shiksha Abhiyan in West Bengal », International Research Journal of Management, IT & Social Sciences, vol. 3, no 3,‎ 15 mai 2016 (ISSN 2395-7492, DOI 10.21744/irjmis.v3i3.97, lire en ligne)
36. 1 2  India 2009: A Reference Annual (53rd edition), 233
37. ↑  India 2009: A Reference Annual (53rd edition), 230–234
38. ↑  Secondary Education.
39. ↑  « Frequently Asked Questions on Mid Day Meal Scheme » (consulté le 24 juin 2014)
40. ↑  « About the Mid Day Meal Scheme », Mdm.nic.in (consulté le 28 juillet 2013)
41. ↑  Oak et Satish Kumar, « Making of a pediatric urologist », Indian Journal of Urology, vol. 23, no 4,‎ 2007, p. 384 (ISSN 0970-1591, DOI 10.4103/0970-1591.36711, lire en ligne)
42. ↑  (en-US) « How Are The Children In India Receiving Their Mid-Day Meals Amid The COVID-19 Pandemic? | Nutrition », NDTV, 5 août 2020 (consulté le 13 mars 2021)
43. ↑  « National University of Educational Planning and Administration » [archive du 3 juillet 2011], Nuepa.org (consulté le 16 août 2012)
44. ↑  « NCTE: National Council For Teacher Education », Ncte-india.org (consulté le 16 août 2012)
45. ↑  « Anganwadi Services Scheme », Ministry of Women and Child Development (consulté le 30 mars 2020)
46. ↑   Times of India
47. 1 2  Blackwell, 93–94
48. ↑  « District Information System for Education » [archive du 31 décembre 2008] (consulté le 8 février 2016)
49. ↑  « flashstatistics2009-10.pdf » (consulté le 26 décembre 2019)
50. ↑  Ministry of Human Resource Development, « Report to the People on Education 2010-11 » [archive du 17 avril 2012], New Delhi, mars 2012 (consulté le 6 décembre 2016)
51. ↑  Ministry of Law and Justice (Legislative Department), « The Right of Children to Free and Compulsory Education Act » [archive du 19 septembre 2009], 27 août 2009 (consulté le 8 février 2016)
52. ↑  India 2009: A Reference Annual (53rd edition), 215
53. ↑  International Business Times, « Kerala becomes 1st Indian state to achieve 100% primary education », International Business Times,‎ 14 janvier 2016 (lire en ligne, consulté le 14 janvier 2016)
54. ↑  In 5 years, private schools gain 17 million students, government schools lose 13 million, Hindustan Times, 17 April 2017.
55. 1 2  Desai, Sonalde, Amaresh Dubey, Reeve Vanneman and Rukmini Banerji. 2009.
56. ↑  15 July 2014, The Hindu
57. ↑  Sharma, « No language mandatory, states can choose any 3 languages, HRD ministry says », 21 septembre 2019
58. ↑  Geeta Gandhi Kingdon, « The progress of school education in India »
59. ↑  « Thank you for reading Global Envision. », Mercy Corps, 18 décembre 2018
60. ↑  « Ramakrishna Mission Ashrama, Baranagar, Kolkata » (consulté le 13 juin 2018)
61. ↑  « RKMVM,Porbandar &*124; Branches », www.rkmvm.com (consulté le 26 décembre 2019)
62. ↑  « Other Branch Centres &*124; Ramakrishna math » (consulté le 26 décembre 2019)
63. ↑  « Ramakrishna Order Centers in the West », www.ramakrishna.org (consulté le 26 décembre 2019)
64. ↑  « Branch Centres - Belur Math - Ramakrishna Math and Ramakrishna Mission » (consulté le 13 juin 2018)
65. ↑  « International School Consultancy Group > Home »
66. ↑  « International School Consultancy Group > Information > ISC News » [archive du 4 mars 2016]
67. ↑  « The new local », The Economist, 17 décembre 2014
68. ↑  « RTE: Homeschooling too is fine, says Sibal » [archive du 15 août 2018], The Times of India, 2010 (consulté le 16 avril 2019)
69. ↑  Growth of Technical Institutes in the Country AICTE, Govt of India
70. ↑  Y.K. Singh et R. Nath, History of Indian education system, APH Publishing, 172–175 p. (ISBN 978-81-7648-932-4, lire en ligne)
71. ↑  « India Country Summary of Higher Education », World Bank
72. 1 2  India 2009: A Reference Annual (53rd edition), 237
73. ↑  « Higher Education, National Informatics Centre, Government of India » [archive du 16 décembre 2009], Education.nic.in (consulté le 1er septembre 2010)
74. ↑  « No of Universities in India » (consulté le 25 février 2014)
75. ↑  « No of Colleges in India - India Education Statistics » (consulté le 25 février 2014)
76. ↑  Blackwell, 95–96
77. ↑  Blackwell, 96
78. ↑  « Govt launches Rashtriya Uchchatar Shiksha Abhiyan for bouldering Higher Education », Biharprabha News,‎ 6 octobre 2013 (lire en ligne, consulté le 18 mars 2021)
79. ↑  (en) Tirna Ray, « India doesn't figure in world top-100 universities », The Times of India,‎ 17 septembre 2010 (lire en ligne, consulté le 18 mars 2021)
80. ↑  « University Business », Frontline, 17 avril 2009 (consulté le 28 août 2011)
81. ↑  « Shouldering the Quality Responsibility », EDU Magazine, janvier 2011 (consulté le 28 août 2011)
82. ↑  (en) Prime Minister Manmohan Singh, « PM's address at the 150th Anniversary Function of University of Mumbai » (consulté le 17 juin 2021)
83. ↑  « Education faces lawmakers' test », livemint, 4 août 2011 (consulté le 28 août 2011)
84. ↑  « Call for a national policy on internationalisation », EDU Magazine, août 2011 (consulté le 28 août 2011)
85. ↑  « Times Higher Education » [archive du 31 mars 2009], Times Higher Education, 6 octobre 2006 (consulté le 1er septembre 2010)
86. ↑  « Asia's Best Science and Technology Schools » [archive du 31 mai 2012], Cgi.cnn.com, 22 juin 2000 (consulté le 1er septembre 2010)
87. ↑  « MBA global Top 100 rankings – FT », ft.com (consulté le 4 mars 2009)
88. ↑  « Medical Meccas: An Oasis for India's Poorest | Newsweek Health for Life | Newsweek.com », Newsweek.com, 30 octobre 2006 (consulté le 3 novembre 2008)
89. ↑  Matt Lynley, « The World's Best Engineering Schools », Business Insider, 9 juillet 2012
90. ↑  « QS University Rankings: BRICS 2013 », Top Universities, 12 décembre 2013
91. ↑  « Top Universities in India », Top Universities, 16 décembre 2013
92. ↑  Source, « First U.S.-India joint EMBA program begins », Global, 23 avril 2015 (consulté le 25 janvier 2020)
93. ↑  "Infrastructure: S&T Education", Science and Technology in India, 30
94. 1 2  "Infrastructure: S&T Education", Science and Technology in India, 31
95. ↑  "Infrastructure: S&T Education", Science and Technology in India, 32
96. ↑  Nandakumar, « Number of tech graduates swells; salaries at IT firms stay stagnant », The Economic Times, 24 novembre 2011 (consulté le 19 mars 2012)
97. ↑  « Knowledge Professionals », Indian IT-BPO: Trends & Insights, NASSCOM (consulté le 19 mars 2012)
98. ↑  Anand, « India Graduates Millions, but Too Few Are Fit to Hire », The Wall Street Journal, 5 avril 2011 (consulté le 19 mars 2012)
99. ↑  Bharucha, « Education in South Asia: Time bomb or silver bullet? », In A. Najam & M. Yusuf (Eds.), South Asia 2060: Envisioning Regional Futures. NY: Anthem Press., 2013
100. ↑  Bharucha, « America can teach Asia a lot about science, technology, and math. », Chronicle of Higher Education, 54(20), 25 janvier 2008
101. ↑  « View of Understanding the Profile, Motivations and Current Status of Academic Graduates through Open and Distance Schooling in India | Journal of Learning for Development », jl4d.org (consulté le 8 février 2020)
102. ↑  « Bihar State open school » (consulté le 16 avril 2013)
103. ↑  Sundharam Datt, Indian Economy, S. Chand, 2010
104. ↑  (en-US) « Overview of Online Education in India », Sannam S4, 23 juin 2020 (consulté le 6 mars 2021)
105. 1 2 3  India 2009: A Reference Annual (53rd edition), 225
106. ↑  « Country Profiles - India », UNESCO (consulté le 22 août 2014)
107. ↑  Khushboo Balani, « Rajasthan: India's seventh largest state, lowest in female literacy », Business Standard,‎ 11 janvier 2017
108. ↑  « Census 2011, Chapter 6 (State of Literacy) », Government of India (consulté le 1er avril 2017)
109. ↑  « A special report on India: Creaking, groaning: Infrastructure is India's biggest handicap », The Economist,‎ 11 décembre 2008 (lire en ligne)
110. ↑  « Many of India's Poor Turn to Private Schools », The New York Times,‎ 2011 (lire en ligne, consulté le 15 août 2014)
111. ↑  « World Bank: Pupil-teacher ratio, primary », World Bank (consulté le 15 août 2014)
112. ↑  « Teachers Skipping Work », World Bank (consulté le 14 août 2014)
113. ↑  « The Hidden Cost of Corruption: Teacher Absenteeism and Loss in Schools », World Bank Blogs
114. ↑  4–6 p.m., « Kremer etc. (2004), "Teacher Absence in India: A Snapshot", Journal of the European Economic Association » [archive du 26 mars 2009], Globetrotter.berkeley.edu, 30 octobre 2009 (consulté le 1er septembre 2010)
115. ↑  « 12. Report of the Higher Education in India Issues Related to Expansion, Inclusiveness, Quality and Finance, May 2008 » [archive du 22 août 2010], Ugc.ac.in (consulté le 1er septembre 2010)
116. ↑  A. Ragu Raman, « Tamil Nadu tops in country with 46.9 per cent gross enrollment ratio », Deccan Chronicle,‎ 6 janvier 2018 (lire en ligne, consulté le 24 mai 2019)
117. ↑  « Govt Schools Move Up The Learning Curve », 19 janvier 2017 (consulté le 5 avril 2017)
118. ↑  « Annual Status of Education Report 2016 », Pratham, 18 janvier 2017 (consulté le 5 avril 2017)
119. ↑  Rajvanshi, « Indian Education: creating Zombies focussed on passing exam », New Indian Express, 13 juillet 2013 (consulté le 27 juin 2016)
120. ↑  « India » [archive du 21 août 2009], BusinessWeek
121. ↑  « Rote system of learning still rules the roost », ExpressIndia, 21 octobre 2008 (consulté le 27 juin 2016)
122. ↑  « Reality Check for Parents: Preschools in India – Reviews, Top, Compare, List, Good » [archive du 13 décembre 2013], Preschool for Child Rights (consulté le 23 janvier 2014)
123. ↑  Agnel Vishal, Memory, Logic and Creativity in Indian Education system (lire en ligne)
124. ↑  Setty and Ross, 120
125. ↑  Setty and Ross, 121
126. ↑  Setty and Ross, 122
127. ↑  Setty and Ross, 125
128. ↑  Suman Verma et T.S. Saraswathi, The World's Youth: Adolescence in Eight Regions of the Globe, Cambridge, UK, The Press Syndicate of the University of Cambridge, 2002 (ISBN 0-521-00605-8), p. 117
129. ↑  Anuradha De et Jean Drèze, Public Report on Basic Education in India, UK, Oxford University Press, 3 juin 1999 (ISBN 0195648706)
130. ↑  Rapport mondial sur le développement humain 1999 : Une mondialisation à visage humain, New York, Programme des Nations unies pour le développement, janvier 1999, 262 p. (ISBN 2-8041-3355-9, lire en ligne).
131. ↑  Rapport mondial sur le développement humain 2000 : Droits de l’homme et développement humain, New York, Programme des Nations unies pour le développement, janvier 2000, 290 p. (ISBN 2-8041-3472-5, lire en ligne).
132. ↑  Fruits of Toil in the London Missionary Society, London, John Snow & Co., 1869 (lire en ligne), p. 12
133. ↑  Kalyani Menon-Sen, A. K. Shiva Kumar, « Women in India: How Free? How Equal? » [archive du 11 septembre 2006], United Nations, 2001 (consulté le 24 décembre 2006)
134. ↑  Dube, L. 1988.
135. ↑  « In India, Can Schools Offer Path Out Of Poverty? », 14 mai 2010 (consulté le 23 juin 2010)
136. ↑  Mukherjee, « Women's Empowerment and Gender Bias in the Birth and Survival of Girls in Urban India », Feminist Economics, vol. 19, no 1,‎ 1er janvier 2013, p. 1–28 (ISSN 1354-5701, DOI 10.1080/13545701.2012.752312)
137. ↑  Raman, 235
138. ↑  Raman, 236
139. ↑  Raman, 238
140. ↑  Literacy Rate and Gender Gap in Sechduled Castes in India, (viewed on 9 March 2011), « Archived copy » [archive du 8 juillet 2011] (consulté le 10 mars 2011)
141. ↑  « Rajasthan: India's seventh largest state, lowest in female literacy », 11 janvier 2017 (consulté le 12 avril 2017)
142. ↑  « Census 2011, Chapter 6 (State of Literacy) », Government of India (consulté le 12 avril 2017)
143. ↑  « ABRIDGED LIFE TABLES- 2010-14 », OFFICE OF THE REGISTRAR GENERAL & CENSUS COMMISSIONER, INDIA (consulté le 12 avril 2017), p. 5
144. ↑  Saraswathi, T.S. & Verma, Suman.
145. ↑  « 44 institutions to lose deemed university status – Economy and Politics », livemint.com, 18 janvier 2010 (consulté le 1er septembre 2010)
146. ↑  « 22 universities across India fake: UGC » [archive du 12 octobre 2012], ExpressIndia
147. ↑  « Country Strategy for India (CAS) 2009–2012 » [archive du 24 août 2009], World Bank
148. ↑  Venkataraman, « Recognising excellence in the teaching profession », sur www.thehindu.com, 23 septembre 2015
149. ↑  Haridas, « Framing success in teaching », sur www.thehindu.com, 31 août 2015
150. ↑  « Online coaching platforms see uptick », The Times of India,‎ 23 février 2018 (lire en ligne)
151. 1 2  Kalpana Pathak & M Saraswathy, « Panel proposes to unleash watchdog on private coaching », 1er décembre 2015
152. ↑  Manavi Kapur, « Maple leaf in mustard field », 26 décembre 2015
153. ↑  Staff Reporter, « Coaching classes for UPSC exams », The Hindu
154. ↑  Pathak, « IIT coaching centres play a board game », 27 octobre 2011 (consulté le 3 août 2019)
155. ↑  Sujatha, « I am appalled by the focus on coaching classes », 10 juin 2018 (consulté le 3 août 2019)
156. ↑  http://ficci.in/spdocument/20548/STUDY-ON-WIDENING-OF-TAX-BASE-AND-TACKLING-BLACK-MONEY.pdf
157. ↑  Chopra, « When 90% comes too easy in CBSE exams », Indian Express, 6 juin 2017 (consulté le 6 juin 2017)
158. ↑  Kar, « Inflated marks: 100% and still galloping... », Deccan Chronicle, 11 juillet 2017 (consulté le 12 juillet 2017) : « Board examination results have lost their credibility in India. »
159. ↑  Elder, 227
160. ↑  India 2009: A Reference Annual (53rd edition), 226–227
161. ↑  India 2009: A Reference Annual (53rd edition), 236–237
162. ↑  India 2009: A Reference Annual (53rd edition), 216
163. ↑  India 2009: A Reference Annual (53rd edition), 239
164. ↑  « Ministry Of Minority Affairs Merit cum Means Scholarship Performance Financial year 2017-18 (as on 31.12.2018) », Ministry of Minority Affairs, Government of India (consulté le 27 mai 2019)
165. ↑  Sripati and Thiruvengadam, 149–50
166. ↑  Sripati and Thiruvengadam, 152–154
167. ↑  Sripati and Thiruvengadam, 156
168. ↑  Sripati and Thiruvengadam, 149
169. ↑  India 2009: A Reference Annual (53rd edition), 223
170. ↑  « Network for Social Accountability » [archive du 23 juin 2010], NSA, 28 décembre 2009 (consulté le 1er septembre 2010)
171. ↑  « 345 NSA Response to Education Sector Interventions in Union Budget-UPA Rule and the Education Sector by Siba Sankar Mohanty », Nsa.org.in, 21 février 2009 (consulté le 1er septembre 2010)
172. ↑  « 309: How the Working Class has Performed in the Turbulent Years of Liberalisation-A Priliminary Study of Working Class Income and Expenditure Survey1999-2000 Page-1 » [archive du 8 décembre 2009], Nsa.org.in (consulté le 1er septembre 2010)